# Kazachstán
Kazachstán, plným názvem Republika Kazachstán, je vnitrozemský stát především ve střední Asii, s malou částí ve východní Evropě. Na západě a na severu sousedí s Ruskem, na východě s Čínou, na jihovýchodě s Kyrgyzstánem, na jihu s Uzbekistánem a na jihozápadě s Turkmenistánem, pobřeží se táhne podél Kaspického moře. Rovinatá step zaujímá třetinu země, další třetinu nížiny, na jihu a východě se nacházejí pohoří, nejvyšší velehory jsou na jihovýchodě země. Podnebí se mění od studeného vlhkého kontinentálního na severu přes studené semiaridní ve střední části až po studené aridní na jihu. Kazachstán se dělí na 17 oblastí, na ploše 2,7 mil km2 žije 20 milionů obyvatel. Je devátou největší zemí světa podle rozlohy a největší vnitrozemskou zemí, má jednu z nejnižších hustot zalidnění. Hlavním městem je Astana, největším městem a hlavním kulturním a obchodním centrem je Almaty, dalšími velkými městy jsou Šymkent, Aktobe a Karaganda. Kazaši tvoří přes 70 % obyvatel, největšími menšinami jsou Rusové a Uzbeci, oficiálními jazyky jsou kazaština a ruština, kolem 70 % obyvatel se hlásí k islámu.
Území dnešního Kazachstánu je osídleno již od paleolitu. Ve starověku území ovládaly různé kočovné íránské národy, například Sakové, Massagetové a Skytové, a směrem na jih expandovala Achaimenovská perská říše. Od 6. století do oblasti pronikali turkičtí kočovníci. Ve 13. století si oblast podrobila mongolská říše pod vedením Čingischána. Po rozpadu Zlaté hordy v 15. století vznikl na území zhruba odpovídajícím dnešnímu Kazachstánu Kazašský chanát. Do 18. století se Kazašský chanát rozpadl na tři jüzy (kmenové útvary), které postupně pohltila a podmanila si je Ruská říše; v polovině 19. století byl celý Kazachstán nominálně pod ruskou nadvládou. Po ruské revoluci v roce 1917 a následné ruské občanské válce se stal autonomní republikou Ruské sovětské federativní socialistické republiky v rámci Sovětského svazu. V roce 1936 byl jeho status povýšen na svazovou republiku. Sovětská vláda v republice usídlila Rusy a další etnika, což vedlo k tomu, že etničtí Kazaši byli v sovětské éře menšinou. Kazachstán byl poslední ústavní republikou Sovětského svazu, která vyhlásila nezávislost v roce 1991 při jeho rozpadu.
Kazachstán je podle ústavy unitární poloprezidentská republika, hlavou státu je prezident, zákonodárným orgánem je dvoukomorový parlament. Ve skutečnosti jde o autoritářský režim; nicméně od odstoupení Nursultana Nazarbajeva v roce 2019, který stál v čele země od získání nezávislosti, dochází k postupným snahám o demokratizaci a politické reformy. Země dominuje Střední Asii jak ekonomicky, tak politicky, neboť vytváří 60 % hrubého domácího produktu regionu, především díky svému ropnému a plynárenskému průmyslu; má také rozsáhlé nerostné zdroje, patří mezi největší producenty železa a stříbra na světě. V indexu lidského rozvoje se Kazachstán umístil na 67. místě na světě, což je také nejvýše v regionu. Kazachstán je členským státem Organizace spojených národů, Světové obchodní organizace, Společenství nezávislých států, Šanghajské organizace pro spolupráci, Eurasijského ekonomického svazu, Organizace Smlouvy o kolektivní bezpečnosti, Organizace islámské spolupráce, Organizace islámské spolupráce a Mezinárodní organizace turkické kultury.

## Název
České slovo Kazach, které znamená příslušník kazašského národa, pochází z ruštiny: казах. Domácí název je қазақ, qazaq. Může pocházet z turkického slovesa qaz-, „putovat“, což odráží kočovnou kulturu Kazachů. Stejného původu je i výraz kozák.
V turko-perských pramenech se termín Özbek-Qazaq poprvé objevil v polovině 16. století v díle Tarikh-i-Rashidi Mirzy Muhammada Hajdara Dughlata, čagatajského knížete z Kašmíru, který lokalizuje Kazachy do východní části Dešt-i Qipchaq. Podle Vasilije Bartolda začali Kazaši tento název používat pravděpodobně v průběhu 15. století.
Ačkoli Kazachové tradičně označovali pouze etnické Kazachy, včetně těch, kteří žijí v Číně, Rusku, Turecku, Uzbekistánu a dalších sousedních zemích, stále častěji se tento termín používá pro označení jakéhokoli obyvatele Kazachstánu, včetně obyvatel jiných etnik. V kazaštině se země latinkou nazývá Qazaqstan.

## Historie

Historie území
Mongolská říše
Turko-mongolské státy Zlatá Horda a Čagatajský chanát
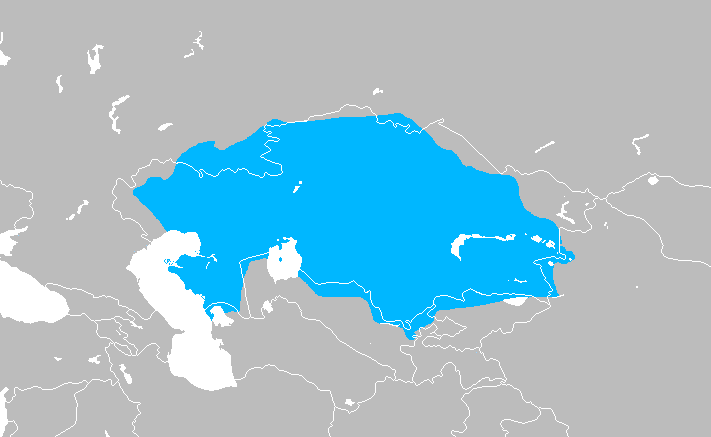
Kazašský chanát
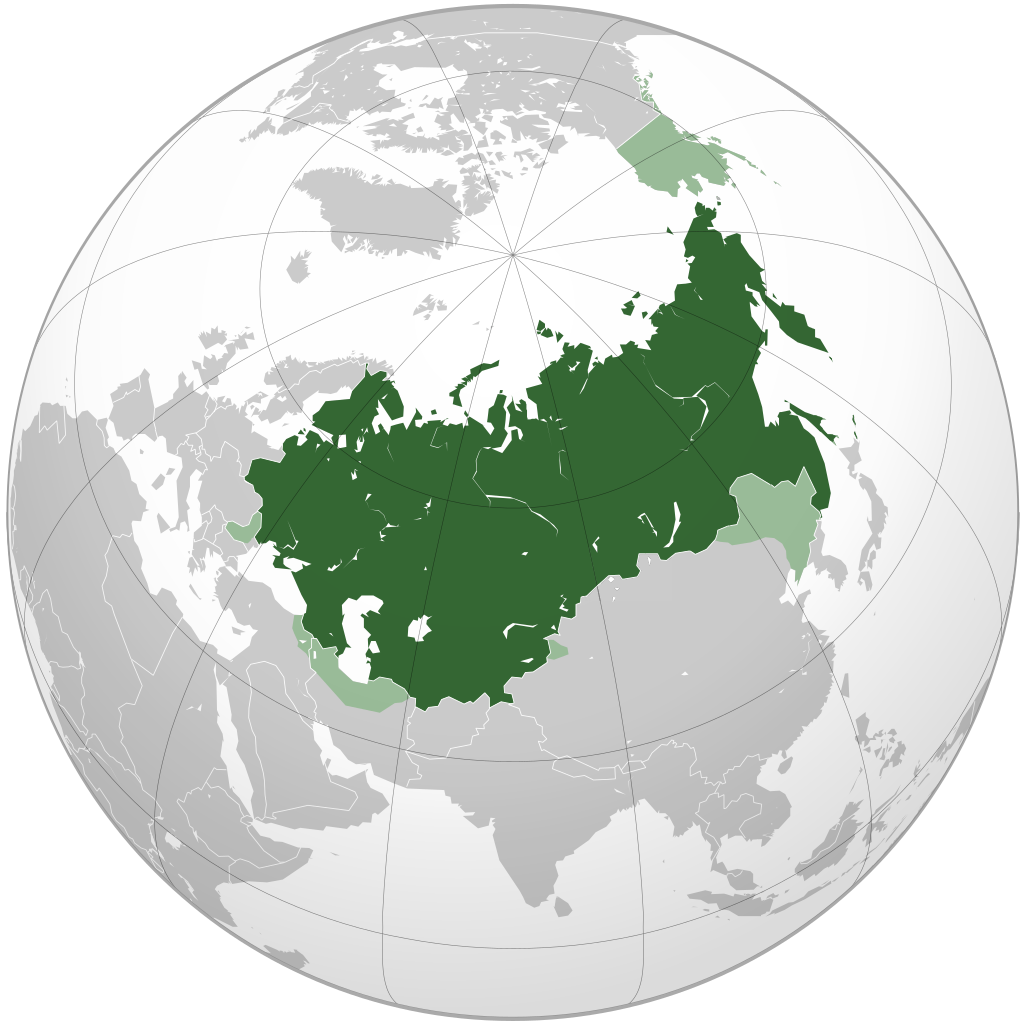
Ruské Impérium
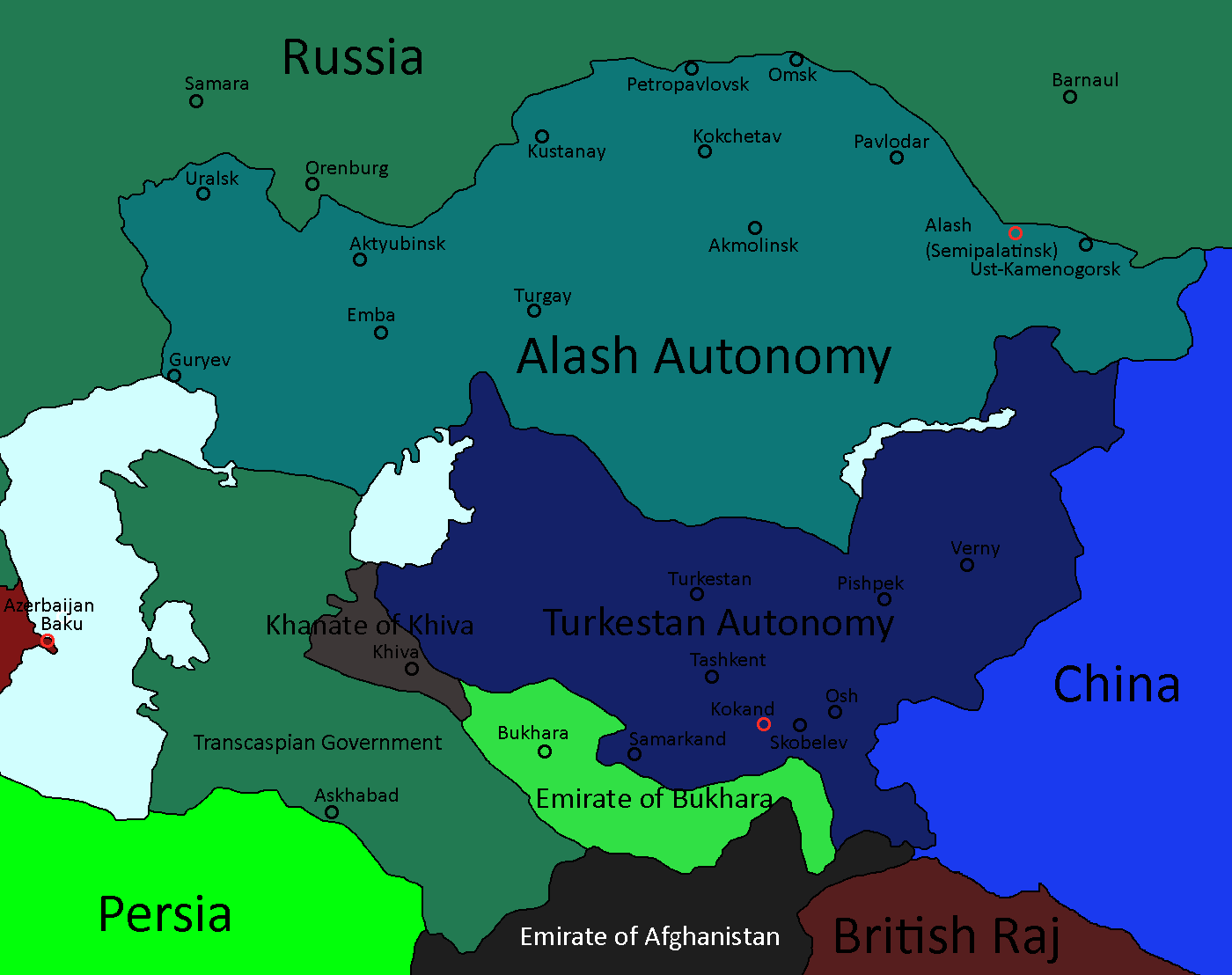
Alašská autonomie
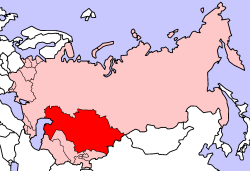
Kazašská sovětská socialistická republika

### Nejstarší dějiny
První osídlení je potvrzené už z doby kamenné. Oblast měla výborné podmínky pro rozvoj pastevectví. Historikové se domnívají, že první domestikace koně proběhla právě na kazašské stepi. První významná kultura na kazachstánském území byla andronovská kultura. Její příslušníci byli zdatní kovotepci, andronovcům se připisuje rovněž vynález loukoťového kola. Obyvatelstvo bylo indoíránské a do Střední Asie migrovalo z Evropy.

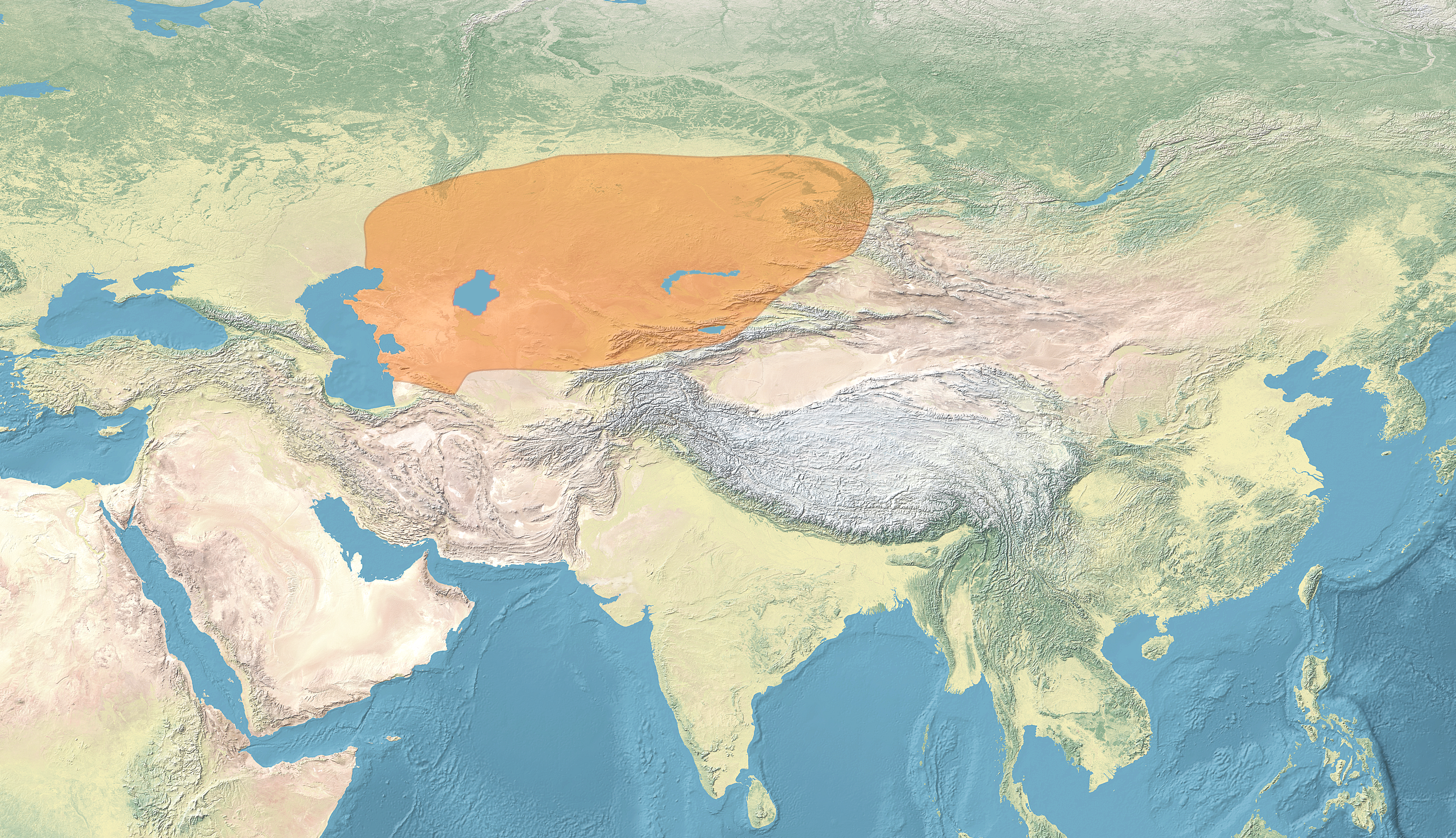
Indoevropská andronovská kultura ve 2. tisíciletí př. n. l.

Na území Kazachstánu měli pravlast i Skytové, kteří vzešli z andronovské kultury, zejména dvě jejich podskupiny: Sakové a Massagetové. Koruna a oděv sakského bojovníka nalezené roku 1969 v pohřební mohyle Issyk kurgan (tzv. Zlatý muž), se staly velkým symbolem Kazachstánu. Koruna je vyobrazena i na prezidentské standartě. Královna Massagetů Tomyris podle Hérodota v roce 530 př. n. l. „porazila a zabila“ Kýra II., zakladatele Achaimenovské říše, a pokusila se o dobytí jeho země. V současném Kazachstánu je Tomyris předmětem značného zájmu jako potenciální zdroj národní identity, byl o ní natočen i výpravný film. V roce 329 př. n. l. svedl na jihu dnešního Kazachstánu bitvu se Skyty Alexandr Veliký, v bitvě u Jaxartes (tedy u řeky dnes nazývané Syrdarja).

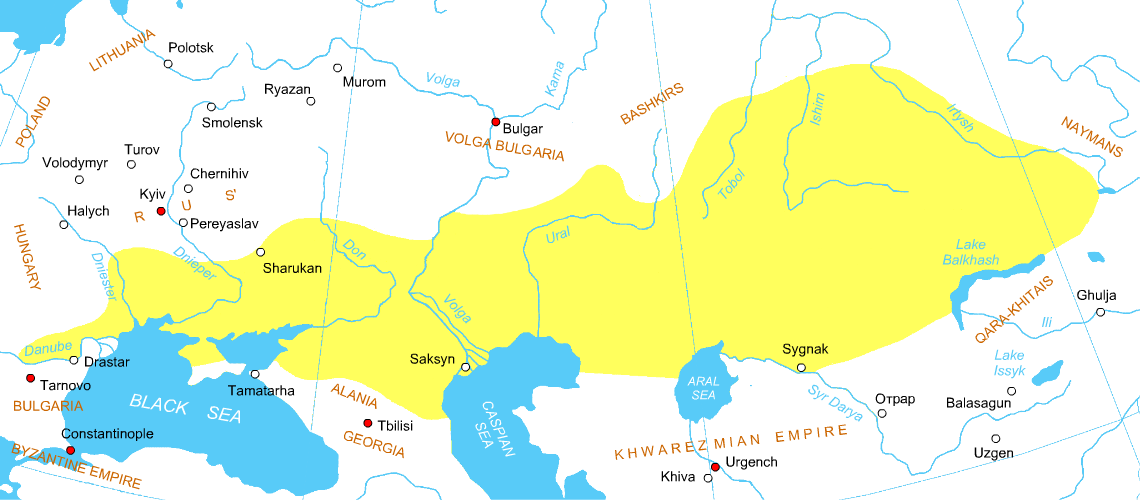
Území kumánsko-kypčackých kmenů na počátku 13. století

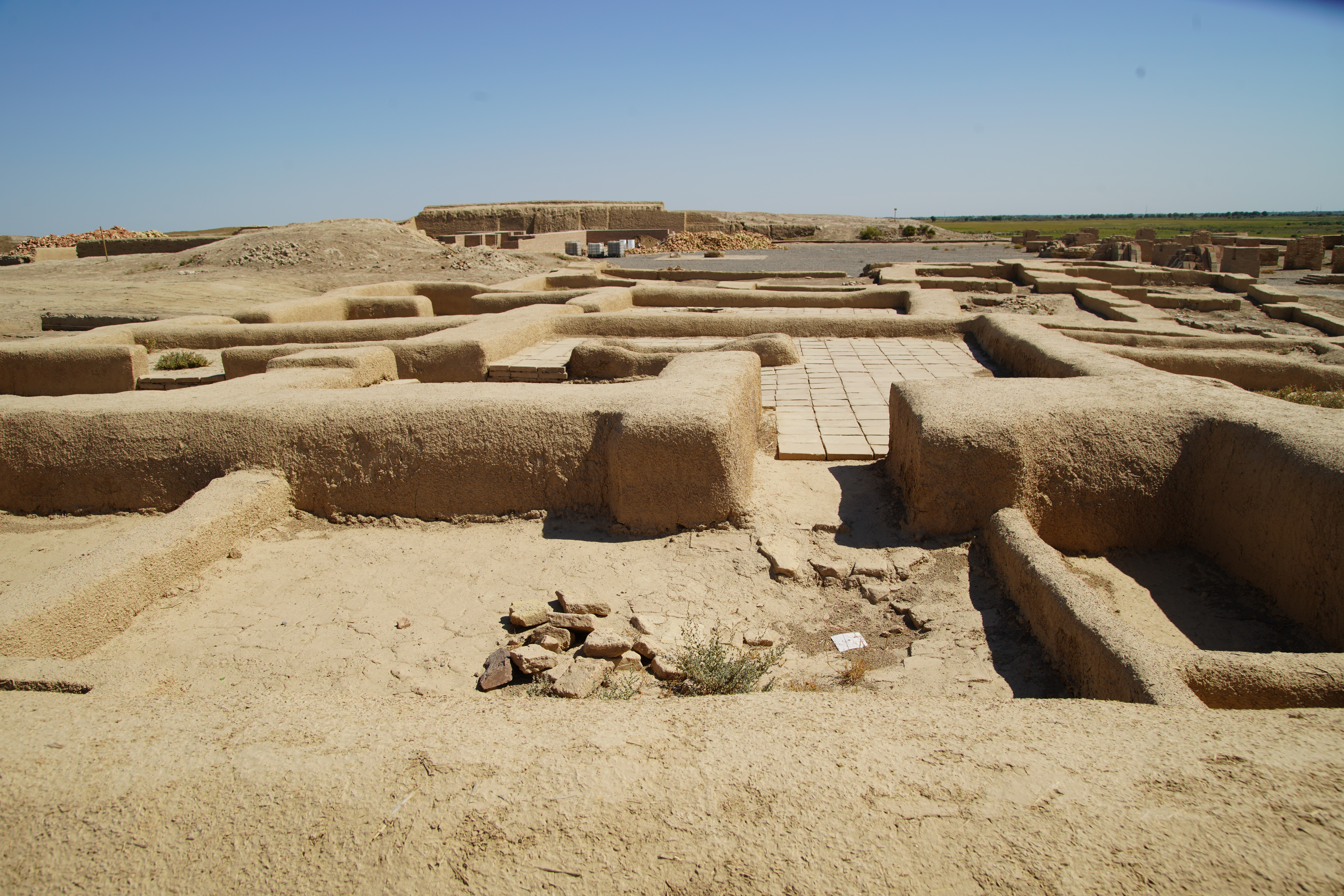
Zbytky zaniklé oázy Otrar, důležitého uzlu na Hedvábné stezce

Hlavní migrace turkických kmenů do Střední Asie se odehrála mezi 5. a 11. stoletím, kdy turkicky mluvící nomádské kmeny postupně nahradily a asimilovaly předchozí indoevropsky mluvící místní obyvatele. Roku 552 území ovládli Turkuti a začlenili ho do svých státních útvarů (první turkutský kaganát, druhý turkutský kaganát).
V pozdním starověku (4.–6. století) vzniklo na území Kazachstánu několik významných center obchodu (Taraz, Turkestán, Otrar, Sauran). Byla zapojena do obchodní sítě tzv. Hedvábné stezky, která ale navazovala na ještě starší tzv. stepní stezku. V 11. století vstoupili na území turkičtí Kumáni, kteří s dalším turkickým nomádským kmenem Kypčaky posléze vytvořili Kumánsko-Kypčackou konfederaci. Ve 13. století vpadl do Kazachstánu Čingischán se svými hordami. Kumáni byli poraženi a oblast se stala součástí Mongolské říše. Za mongolské nadvlády vznikly první přísně strukturované správní obvody (ulus). Poté vládu převzala Zlatá horda.

### Kazašský chanát

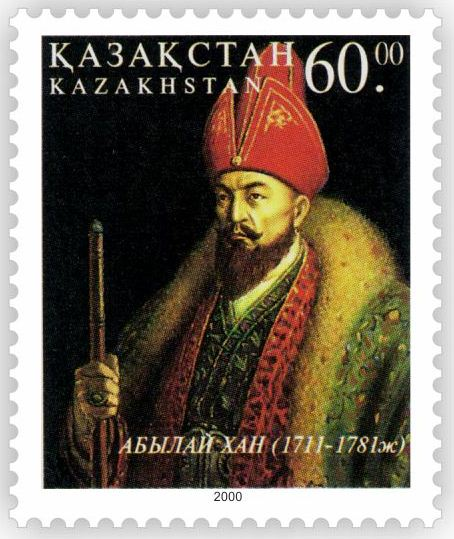
Národní hrdina Ablaj-chán

V roce 1465 vznikl územně nesmírně velký Kazašský chanát. S ním se také ustavila kazašská národní identita a kazaština (v 16. století). Zakladateli státu byli Žanibek-chán a Kerej-chán, potomci Džučiho. Jejich stát se musel o právo na existenci poprat zejména s Uzbeckým chanátem, válka s ním probíhala v letech 1468–1500.
V 17. století však klanová rivalita vedla k rozdělení chanátu na tři žuzy (Velký, Střední a Malý). Tím byl stát oslaben, stejně jako poklesem významu tradičních pozemních obchodních cest mezi východem a západem. První, kdo oslabení státu využil, byl Chivský chanát, který anektoval poloostrov Mangyšlak (Mangystau). Posléze Kazašský chanát trpěl i nájezdy Čtyř Ojratů, což byla federace čtyř mongolských kmenů, z nichž nejagresivnější byli Džungarové, kteří obsadili centrální a východní oblasti země. Pod vedením Abul Chair-chána dosáhli Kazaši velkého vítězství nad Džungary v bitvě u řeky Bulanty v roce 1726 a v bitvě u Anrakaje roku 1729. Džungarové byli definitivně poraženi kazašským chánem Ablajem a Ablaj tak získal status národního hrdiny (batyra).
Země byla opět sjednocena, avšak boji s Džungary vysílena. Toho využili nejprve povolžští Kalmykové a poté Kokandský chanát, který dobyl současný jihovýchodní Kazachstán, včetně hlavního města Almaty. Také Bucharský emirát (Uzbeci) zabral část země, včetně města Šymkent. Nakonec však oblast ovládlo Ruské impérium.

### Nadvláda carského Ruska

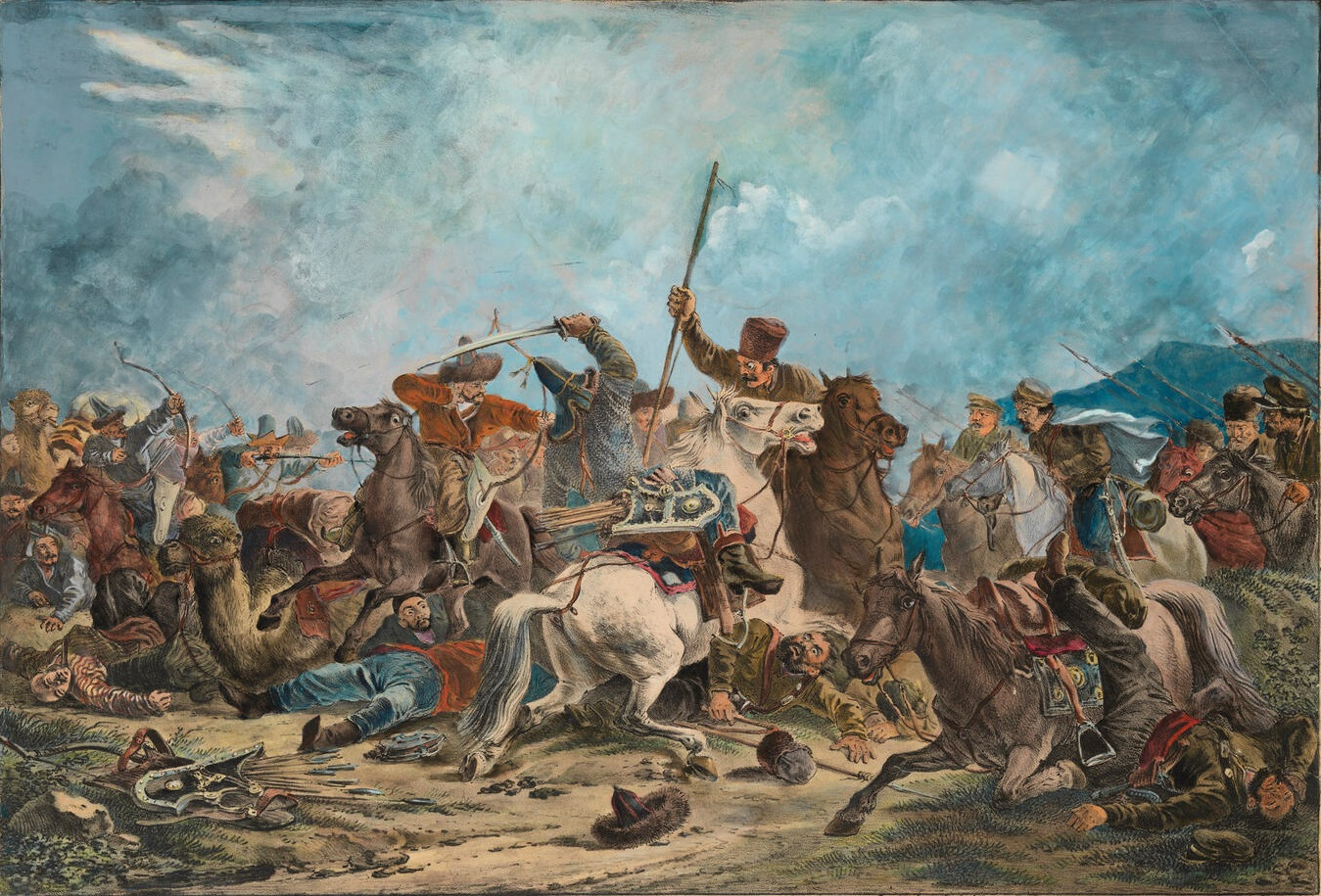
Boj mezi uralskými kozáky a Kazachy

V průběhu 18. století vybudovalo carské Rusko na své jižní hranici soustavu pevností na obranu svého území před nájezdy kazašských a džungarských nomádů, mezi nimi Omsk (1716), Semipalatinsk (1718), Pavlodar (1720), Orenburg (1743) a Petropavlovsk (1752). Na obraně hranice se podíleli také kozáci. Během Pugačovova povstání využili Kazaši chaosu a podnikali nájezdy na osady Rusů a povolžských Němců.
Carské Rusko začalo obsazovat střední Asii v průběhu 19. století, v rámci tzv. Velké hry, tedy koloniálního soupeření s Britským impériem. Postupné ovládání území současného Kazachstánu Rusy lze vymezit léty 1813–1907. Formálně se stal součástí Ruska v roce 1846. Rusové zavedli na úřadech i ve školách ruštinu. Jejich narušení tradičního nomádského způsobu života místních obyvatel navíc vedlo k několika hladomorům. To začalo vyvolávat od 60. let 19. století značný odpor obyvatelstva. Ke konci 19. století můžeme hovořit o vzniku kazašského národního obrození, s hlavním cílem zachránit kazaštinu.

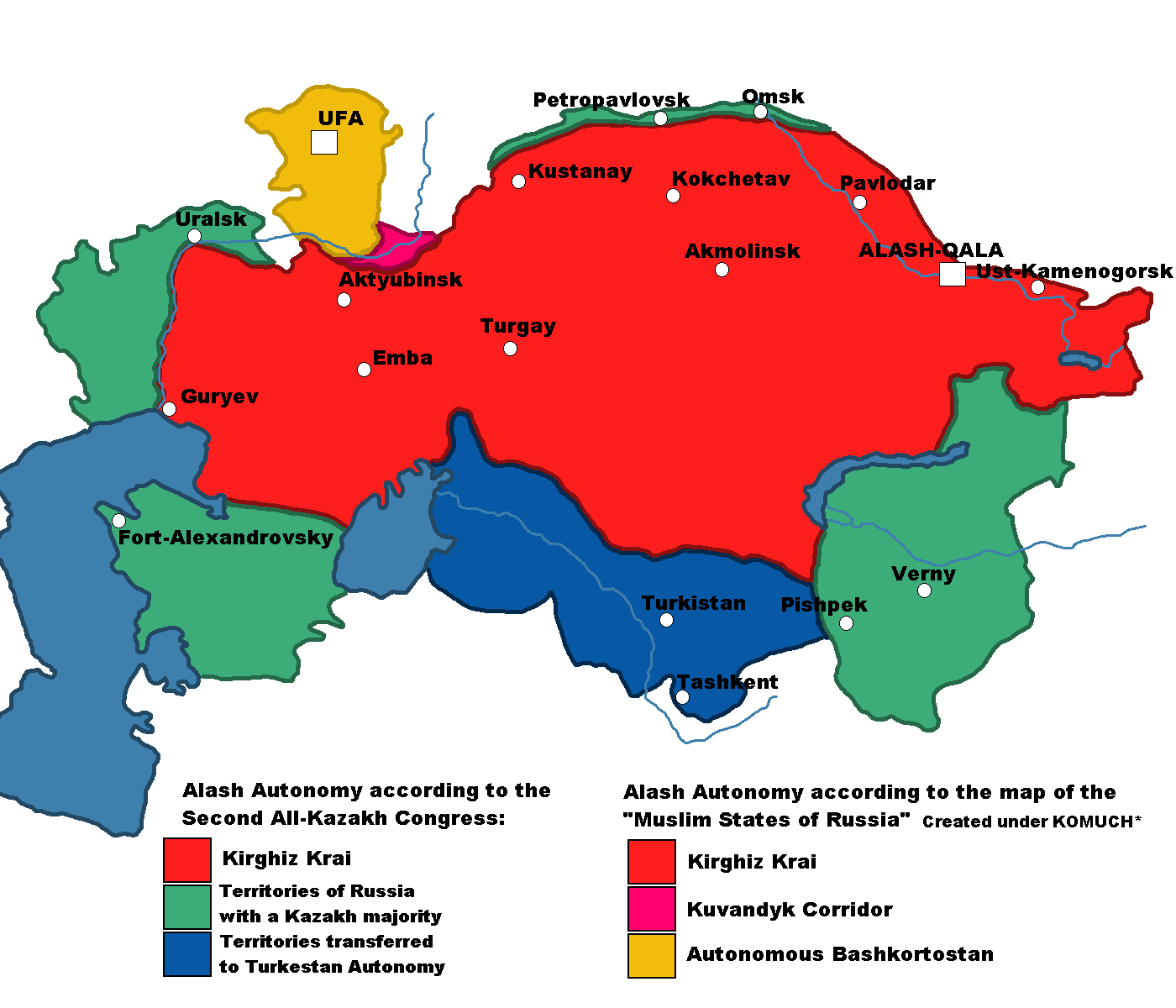
Alašská autonomie existující v letech 1917–1918

Ještě větší pnutí však vzniklo, když v 90. letech 19. století začaly do země proudit davy osadníků z evropské části ruské říše. Přicházeli hlavně ruští a ukrajinští rolníci, kteří se usazovali převážně na severu země. Během 19. století se do Kazachstánu přistěhovalo asi 400 000 Rusů. Velkým spouštěčem další migrační vlny bylo dokončení železnice mezi Orenburgem a Taškentem v roce 1906. To vedlo k přílivu dalšího milionu kolonistů, nejen Slovanů, ale i Němců a příslušníků dalších národností. Počet kolonizátorů krátce poté převýšil počet původních obyvatel. Ruská vláda migraci podporovala, vládním administrátorem tohoto procesu byl Vasilij Balabanov.
V roce 1916 to nakonec vyvolalo ozbrojený odpor Kazachů, kteří začali napadat vesnice kolonistů, carské vojáky a kozáky (tzv. Basmačské povstání či hnutí basmačů). Povstalci založili i vlastní stát nazývaný Alašská autonomie, do jehož čela se postavil Alichan Bukejchanov. Hlavním městem bylo Semej, tehdy známé jako Alaš-kala. Povstání pak bylo vpleteno do ruské občanské války a basmači se postavili na stranu bílých proti bolševikům. Nakonec bylo poraženo a Kazachstán se tak stal součástí nově vznikající sovětské říše. Basmači operovali v afghánských horách do 30. let 20. století.

#### Češi v Kazachstánu
V roce 1911 byla českými osadníky založena v Aktobské oblasti Kazachstánu vesnice s názvem Borodinovka.
Během 1. světové války byly na území dnešního Kazachstánu zajatecké tábory (Šymkent, Kazalinsk a Turkestán), ve kterých byli umístěni i zajatí Češi a Slováci.

### Sovětská nadvláda

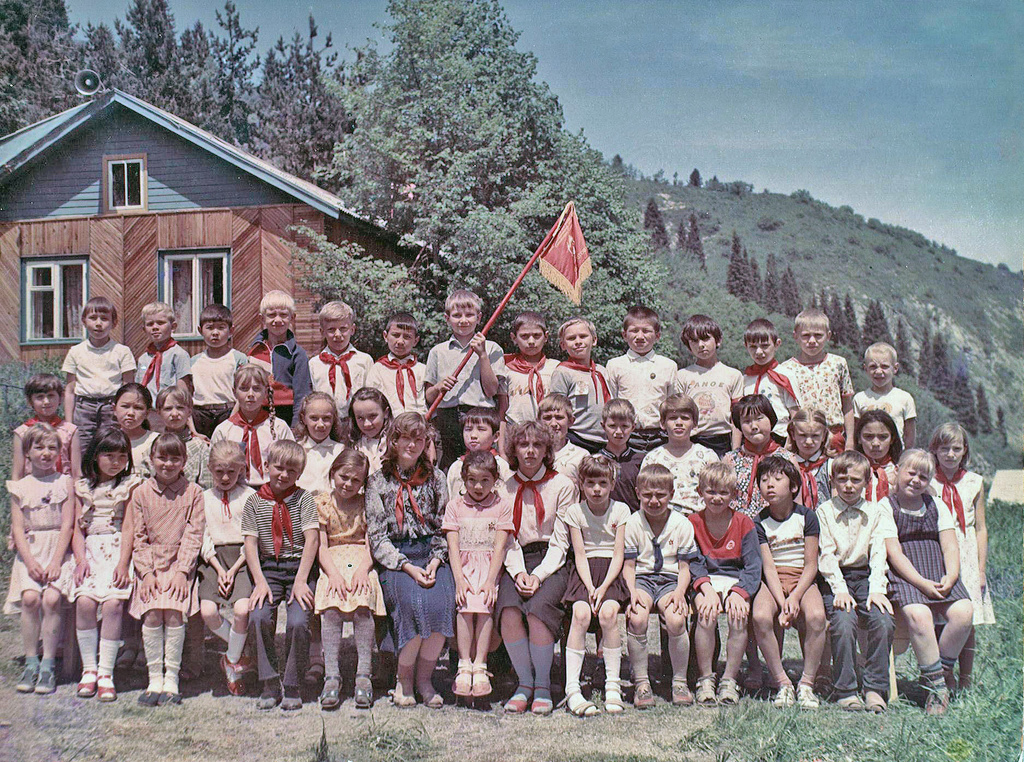
Pionýři v Kazašské SSR

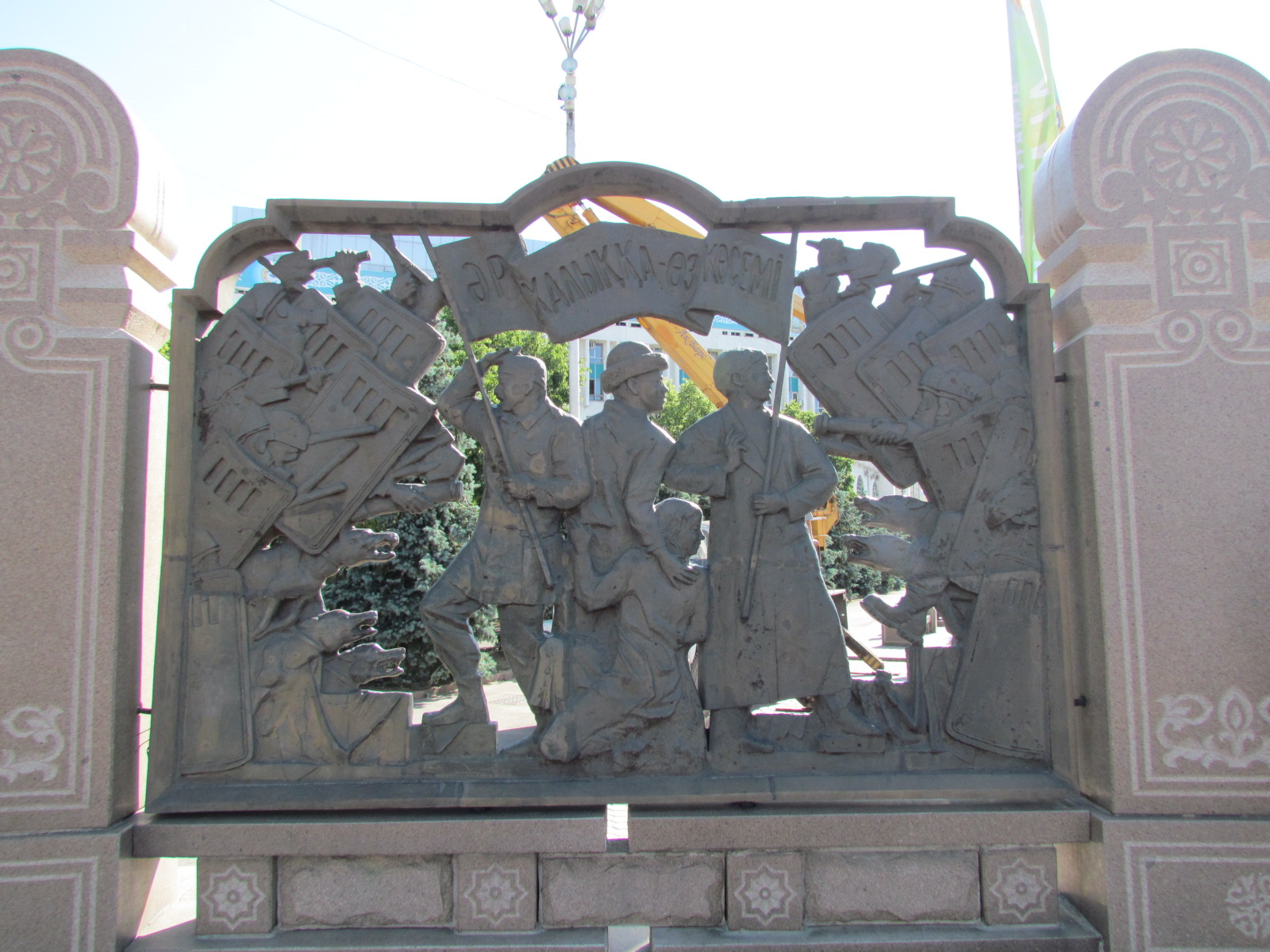
Pomník Želtoksanu v Almaty

Po pádu carské vlády vznikl nakrátko na území Kazachstánu státní útvar zvaný Alašská autonomie kontrolovaný bělogvardějci, s hlavním městem Semejem. Území Kazachstánu se však už v roce 1919 dostalo pod kontrolu bolševiků. Poté přes 300 000 Kazachů odešlo přes hory do sousední Číny. 26. srpna 1920 byla zřízena Kyrgyzská autonomní sovětská socialistická republika (Rusové tehdy Kazachům říkali jaksi obecně „Kyrgyzové“), s hlavním městem Orenburgem, kde žili především etničtí Rusové. Byla součástí Ruské SFSR. V červnu 1925 byla republika přejmenována na Kazašskou a její správní centrum bylo přemístěno do města Kyzylorda. V dubnu 1927 se pak hlavním městem stala Alma-Ata (dnešní Almaty).

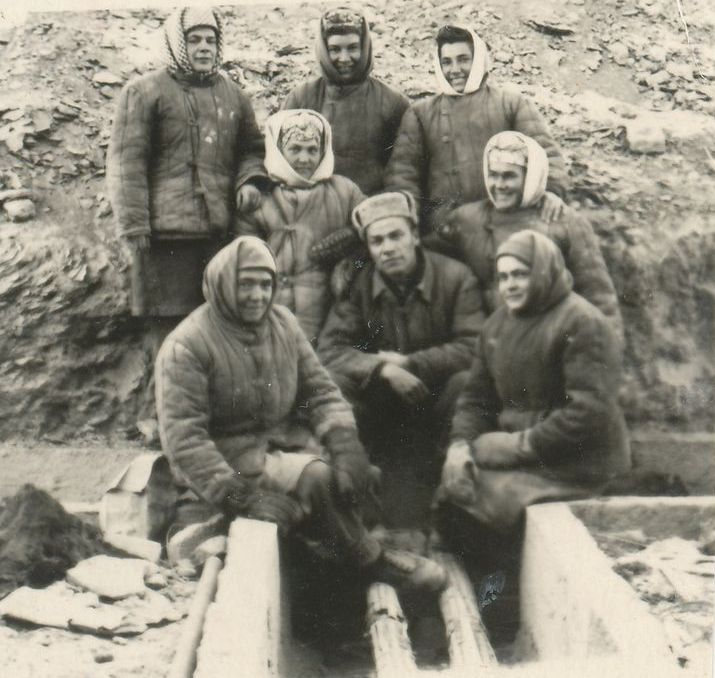
Političtí vězni z gulagu Kengir

Jako všude jinde v Sovětském svazu bylo mnoho politických oponentů, kulaků a jiných režimu nepohodlných lidí popraveno či skončilo v pracovních táborech gulag. Některé z nich se nacházely i na území Kazachstánu. V tom největším v Kengiru vypuklo roku 1954 známé Kengirské povstání popsané Alexandrem Solženicynem v knize Souostroví Gulag. Docházelo k násilné kolektivizaci, která na kazašské kočovníky, nezvyklé být upoutáni k půdě, dopadla obzvláště tíživě. Výsledkem byl mj. obří hladomor v letech 1931–1933, jenž měl své obdoby i v jiných částech SSSR. V Kazachstánu zemřelo hlady 1,5 milionu lidí, z toho 1,3 milionu etnických Kazachů. Zemřelo tak v krátké době 38 % kazašského etnika. Šlo o největší populační ztrátu jedné národnosti v celých dějinách Sovětského svazu. Někteří historici používají dokonce pojmu genocida a srovnávají událost s ukrajinským hladomorem, nebo vyhlazováním indiánského obyvatelstva v severní Americe. Navíc byly do Kazachstánu deportovány na rozkaz sovětského vůdce Josifa Stalina celé národy (Krymští Tataři, Povolžští Němci, Řekové). Etnické složení Kazachstánu je proto dnes velice pestré.
V roce 1936 byla republika vyčleněna z Ruské SFSR a stala se samostatnou federální republikou Sovětského svazu (tehdy jedenáctou): Kazašskou sovětskou socialistickou republikou.
Během druhé světové války vzniklo na území pět divizí, které byly poslány bojovat na východní frontu. Pro válečné potřeby byl také vybudován první významnější kazašský průmysl, byť země zůstala převážně zemědělskou.

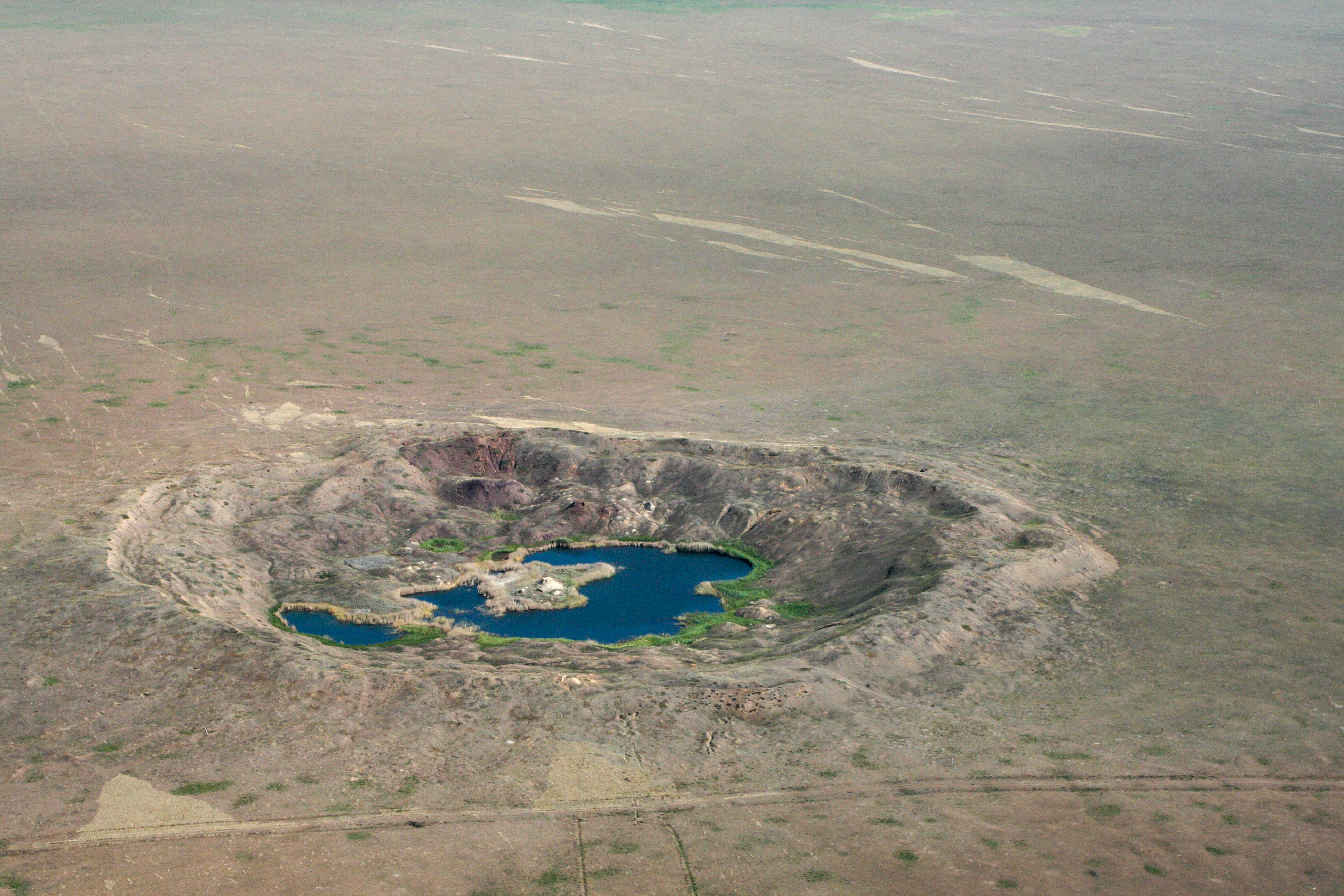
Kráter na semipalatinském polygonu

Po válce, v roce 1947, vznikl v oblasti u Semeje zkušební jaderný polygon. Právě zde byla v roce 1949 vyzkoušena první sovětská jaderná zbraň. V této oblasti byly do roku 1989 provedeny stovky jaderných testů. V roce 1955 vznikla v Kazachstánu známá kosmická základna Bajkonur, ze které vystartovala první umělá družice světa Sputnik 1, první kosmonaut Jurij Gagarin i kosmická stanice Mir. V 50. a 60. letech byly z popudu sovětského vůdce Nikity Chruščova obrovské plochy neobdělávaných pastvin (celiny) přeměněny na ornou půdu. Tento projekt měl z Kazachstánu udělat obilnici SSSR. Dopad tohoto projektu na místní ekologickou rovnováhu byl katastrofální. Na konci 50. let se také zdálo, že rusifikační politika zvítězila: v roce 1959 se Kazaši stali menšinou, tvořili již jen 30 % populace, zatímco etničtí Rusové 43 %.
Na konci 80. let se objevily první známky odporu proti sovětské nadvládě. Významným se stalo protijaderné hnutí zvané Nevada Semipalatinsk, které mělo, vzhledem k jaderným zkouškám prováděným sovětskou vládou na území Kazachstánu, i jistý nacionální sentiment.
V prosinci 1986 se v Almaty uskutečnily masové demonstrace mladých Kazachů, které byly později nazvány Želtoksan (Prosinec). Šlo o protest proti nahrazení prvního tajemníka Komunistické strany Kazašské SSR Dinmuchameda Konajeva Genadijem Kolbinem. Protože Konajev byl Kazach a Kolbin Rus, který navíc v Kazachstánu nikdy nežil, měl protest rovněž jistý nacionální aspekt (jinak ovšem byl Konajev komunista brežněvovské linie a Michail Gorbačov ho odstranil v roce 1986 kvůli obviněním z korupce). Vládní jednotky nepokoje potlačily, několik lidí bylo zabito a mnoho demonstrantů uvězněno.

### Nezávislost

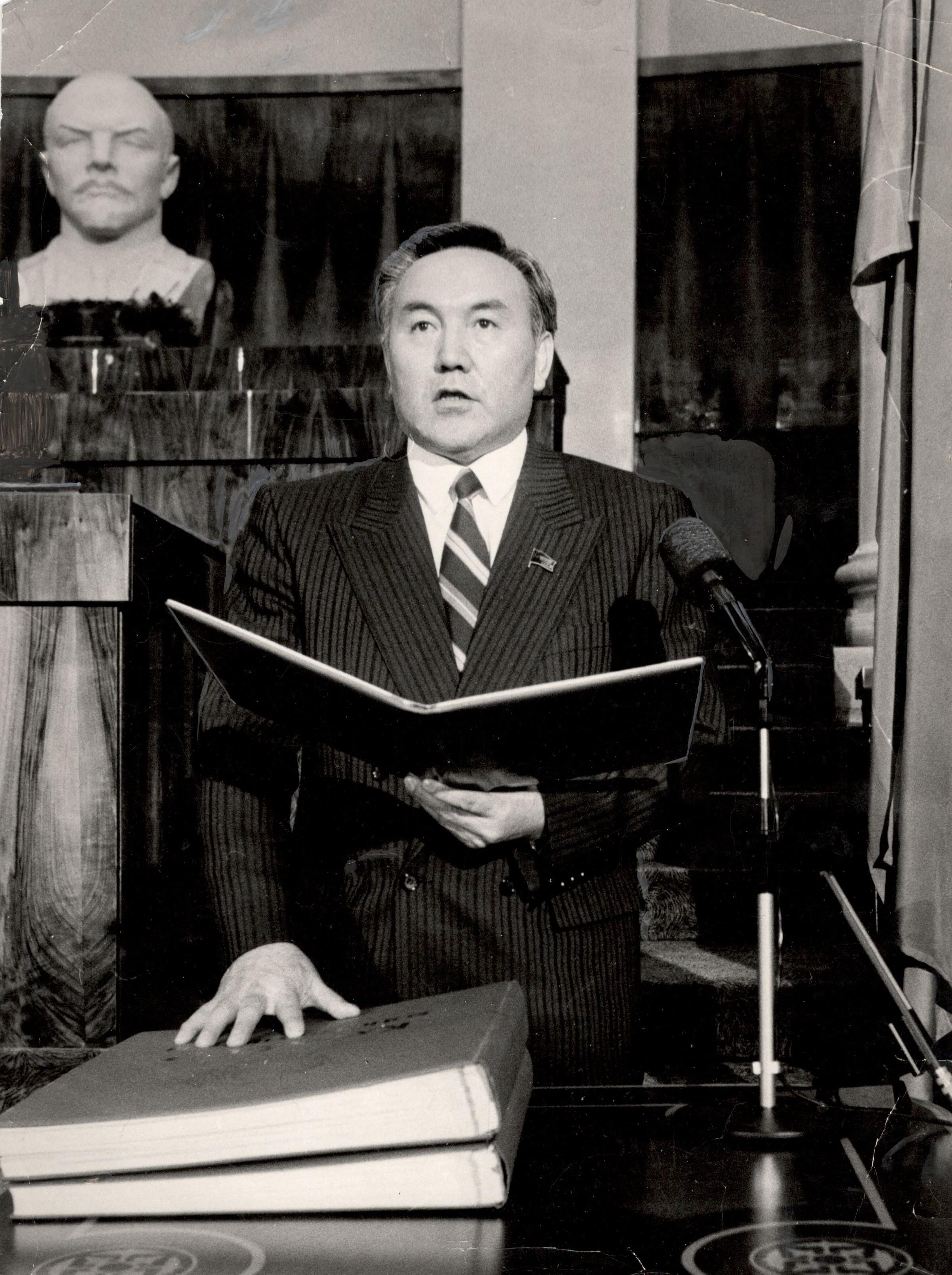
Nursultan Nazarbajev skládá prezidentský slib roku 1991

Dne 25. října 1990 Kazachstán vyhlásil suverenitu, ovšem stále v rámci Sovětského svazu. Plnou nezávislost vyhlásil 16. prosince 1991. Ze všech patnácti svazových republik vyhlásil Kazachstán svou nezávislost jako poslední. Sovětský svaz se rozpadl deset dní poté. Téhož roku se stal Kazachstán členem Společenství nezávislých států. Prezidentské volby v roce 1991 vyhrál bývalý vůdce místní komunistické strany Nursultan Nazarbajev. Hlavním městem se stala v roce 1997 Astana, která vystřídala Almaty. Hlavním důvodem založení nového hlavního města bylo položení Almaty v blízkosti hranic s Kyrgyzstánem, Tádžikistánem a Uzbekistánem, kde v té době probíhala občanská válka. V roce 2019 byla Astana přejmenovaná na Nur-Sultan, v září 2022 byl městu vrácen název Astana.

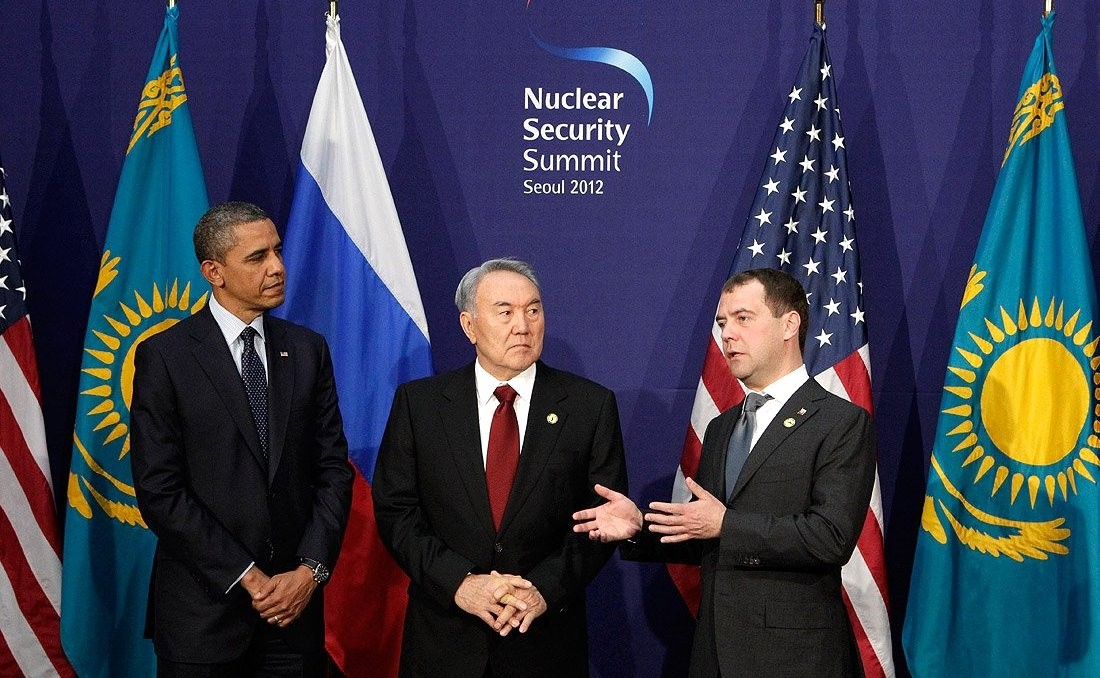
Prezident Nazarbajev s americkým prezidentem Obamou a ruským prezidentem Dmitrijem Medveděvem v roce 2012

V roce 2004 vyhrála prezidentova strana a ostatní křesla parlamentu obsadili členové stran, kteří s prezidentem sympatizovaly. Opozice získala jen jedno křeslo a mezinárodní pozorovatelé z OBSE prohlásili volby za nesvobodné. V roce 2005 byl Nazarbajev opět zvolen prezidentem a v roce 2007 parlament schválil prezidentovi velké pravomoci. Téhož roku se konaly volby do parlamentu a koalice podporující prezidenta získala 88 % křesel, zatímco opozice pouze 7 %. Opoziční kandidáti označili volby za zkorumpované a nesvobodné. V lednu 2012 se v Kazachstánu uskutečnily předčasné volby do Parlamentu (8 měsíců před řádným termínem). Voleb se zúčastnilo 72 % voličské základny. Hranici 7 % nutnou pro vstup do Parlamentu překonaly pouze tři strany: prezidentova Kazaši pro vlast (80,7 %), Demokratická strana (7,46 %) a Strana národních komunistů (7,2 %).

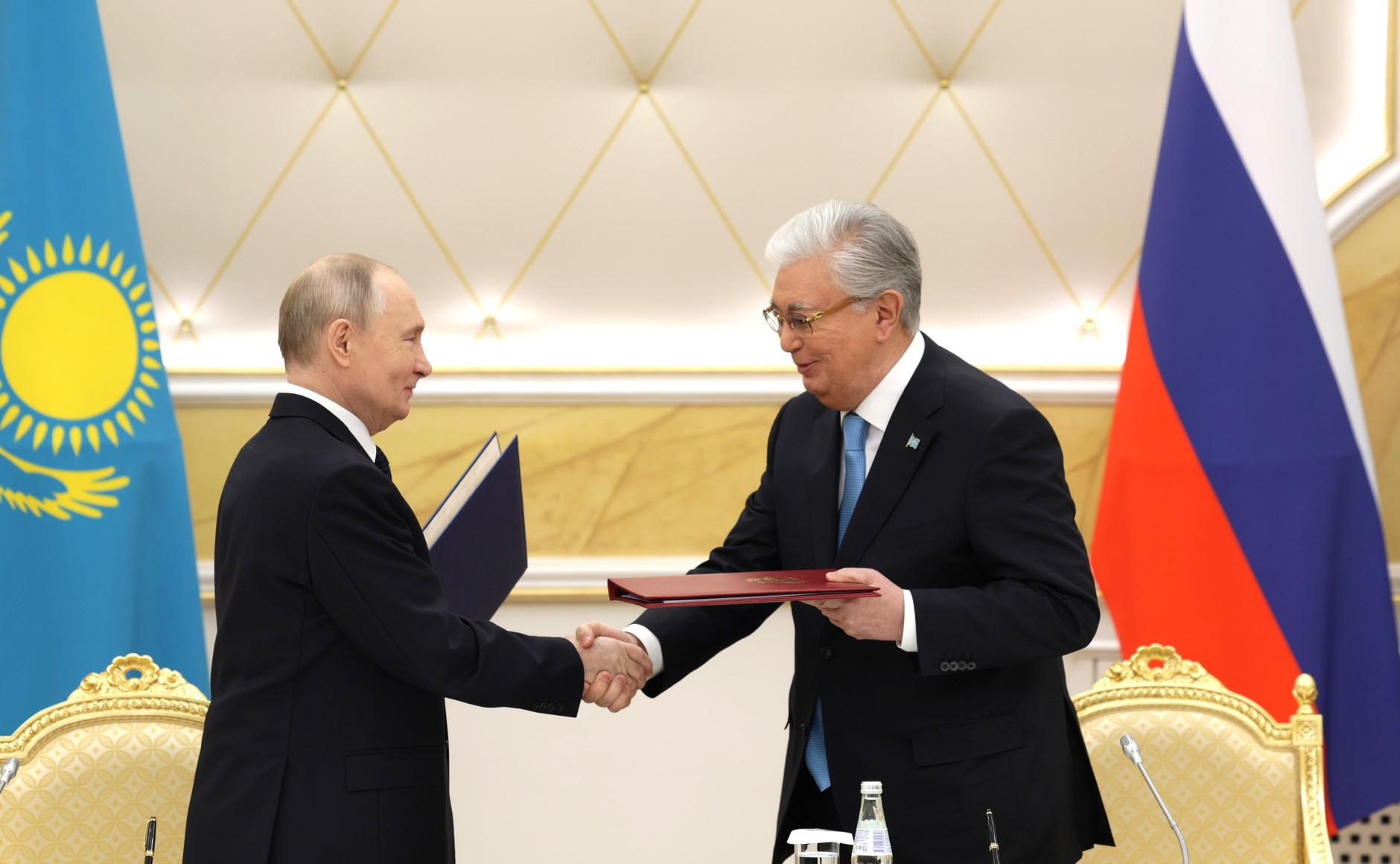
Kassym-Žomart Tokajev (vpravo) s Vladimirem Putinem v Astaně v roce 2024

V březnu 2019 Nazarbajev po 29 letech absolutní vlády odstoupil z pozice prezidenta. Byl v té době nejdéle vládnoucím postsovětským vůdcem. Ponechal si vedení vlivné bezpečnostní rady a obdržel formální titul Vůdce národa. V prezidentském úřadu ho nahradil Kassym-Žomart Tokajev. Ten byl záhy v úřadu formálně potvrzen i v nesvobodných volbách.

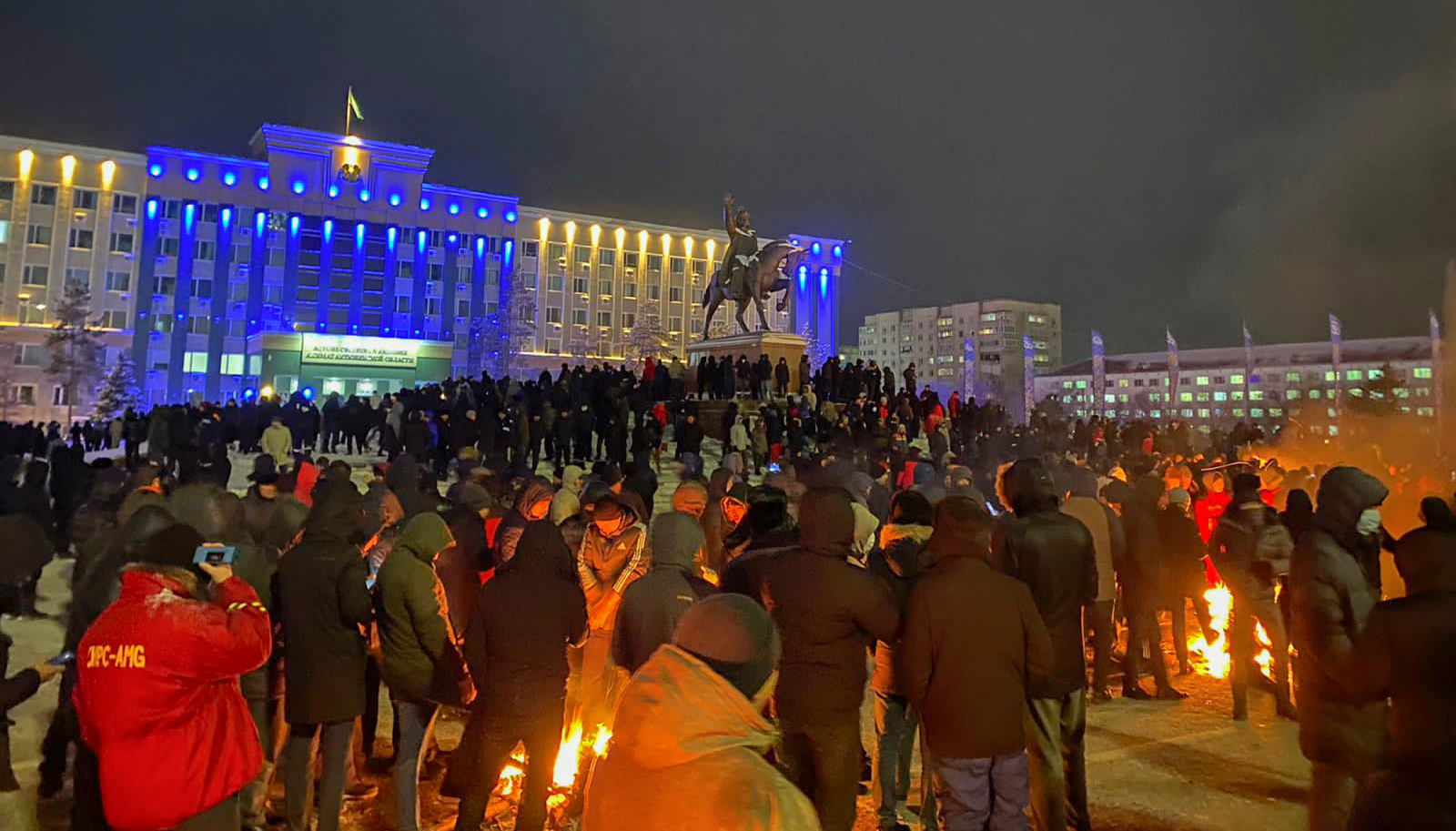
Protesty roku 2022

Začátkem roku 2022 vypukly v zemi protesty proti zdražování plynu a energií, které však přerostly v protest proti režimu a prezidentu Tokajevovi. Demonstrace skončily střety mezi protestujícími a policií, která proti nim tvrdě zasahovala. Represe si vyžádaly stovky mrtvých, 10 000 lidí bylo zatčeno. Rusko poslalo na pomoc autoritářskému režimu vojáky, v rámci organizace Smlouvy o kolektivní bezpečnosti. Kolem 11. ledna protesty skončily. Tokajev během krize převzal vedení bezpečnostní rady.
Situaci změnila ruská invaze na Ukrajinu. Prezident Kassym-Žomart Tokajev na ekonomickém fóru v Petrohradu v přímém přenosu sdělil Putinovi, že neuzná nezávislost tzv. Luhanské a Doněcké lidové republiky na východě Ukrajiny. Kazachstán zároveň podporuje protiruské sankce, zakázal užívání symbolu „Z“ a na Ukrajinu poslal humanitární pomoc. Připravuje vývoz ropy a plynu do Evropy přes Kaspické moře, Ázerbájdžán, Gruzii a Turecko, aby obešel území Ruska a jedná o spolupráci s klíčovými zeměmi Severoatlantické aliance – Spojenými státy a Tureckem. Čína využila ochlazení vztahu s Ruskem a posílila vzájemný obchod i tranzit přes Kazachstán. Navzdory tomu Kazachstán zachoval úzké politické a obchodní vazby k Rusku. Po invazi na Ukrajinu se do Kazachstánu přestěhovalo přibližně 150 tisíc Rusů, kteří nesouhlasí s politikou ruské vlády nebo se snažili vyhnout mobilizaci, ale kazašská vláda zpřísnila podmínky pro jejich pobyt, aby zabránila další imigraci. Kazašské úřady pomáhají ruské vládě stíhat ruské dezertéry a odpůrce války na Ukrajině, kteří uprchli do Kazachstánu.

## Státní symboly

### Vlajka
Kazašská vlajka je tvořena světle modrým listem o poměru stran 1:2, v jehož středu je slunce s 32 paprsky, pod nímž je letící orel. U žerdi je svislý pruh s národním ornamentem. Kresba slunce, paprsků, orla i ornamentu je žlutá.

### Znak
Kazašský státní znak tvoří zlatý obraz šanyraku, vrchní kruhové části kupole jurty, na modrém pozadí. Ze šanyraku vycházejí na všechny strany v podobě slunečních paprsků uyky – opory kupole jurty. Po pravé a levé straně jsou vyobrazeni bájní okřídlení koně – tulparové. Ve spodní části je kazašský název pro Kazachstán („QAZAQSTAN“ v latince, do roku 2018 „ҚA3AҚCTAH“ v cyrilici), ve vrchní části pěticípá hvězda, vše ve zlaté barvě.

### Hymna
Kazašská hymna je píseň Менің Қазақстаным (latinkou Menıñ Qazaqstanym, česky Můj Kazachstán). Hudbu složil Šämshi Kaldajakov, text napsal v roce 1956 Žumeken Nažimedenov a změny v textu udělal v roce 2005 kazašský prezident Nursultan Nazarbajev, proto se uvádí jako (spolu)autor textu.

## Geografie

### Horopis

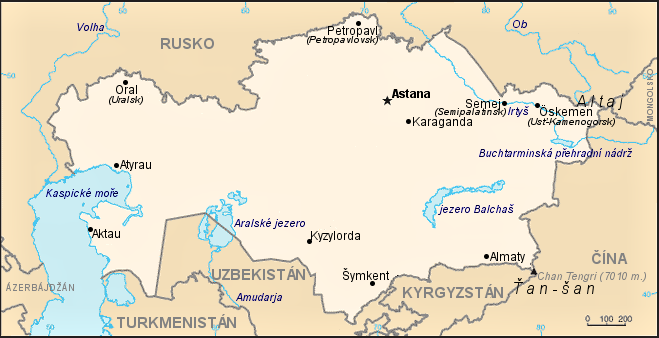
Orientační mapka Kazachstánu

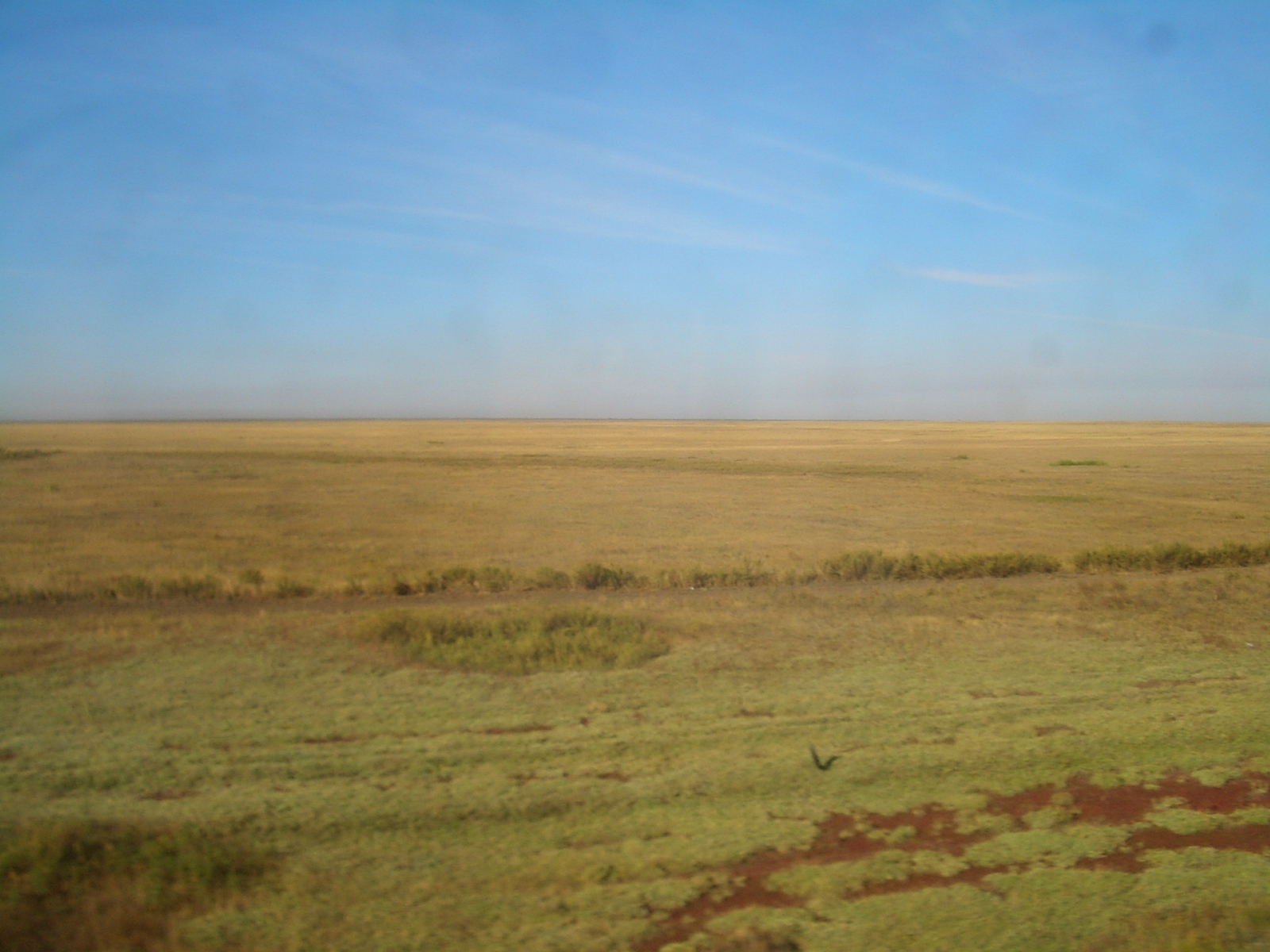
Kazašská step v centrální části země

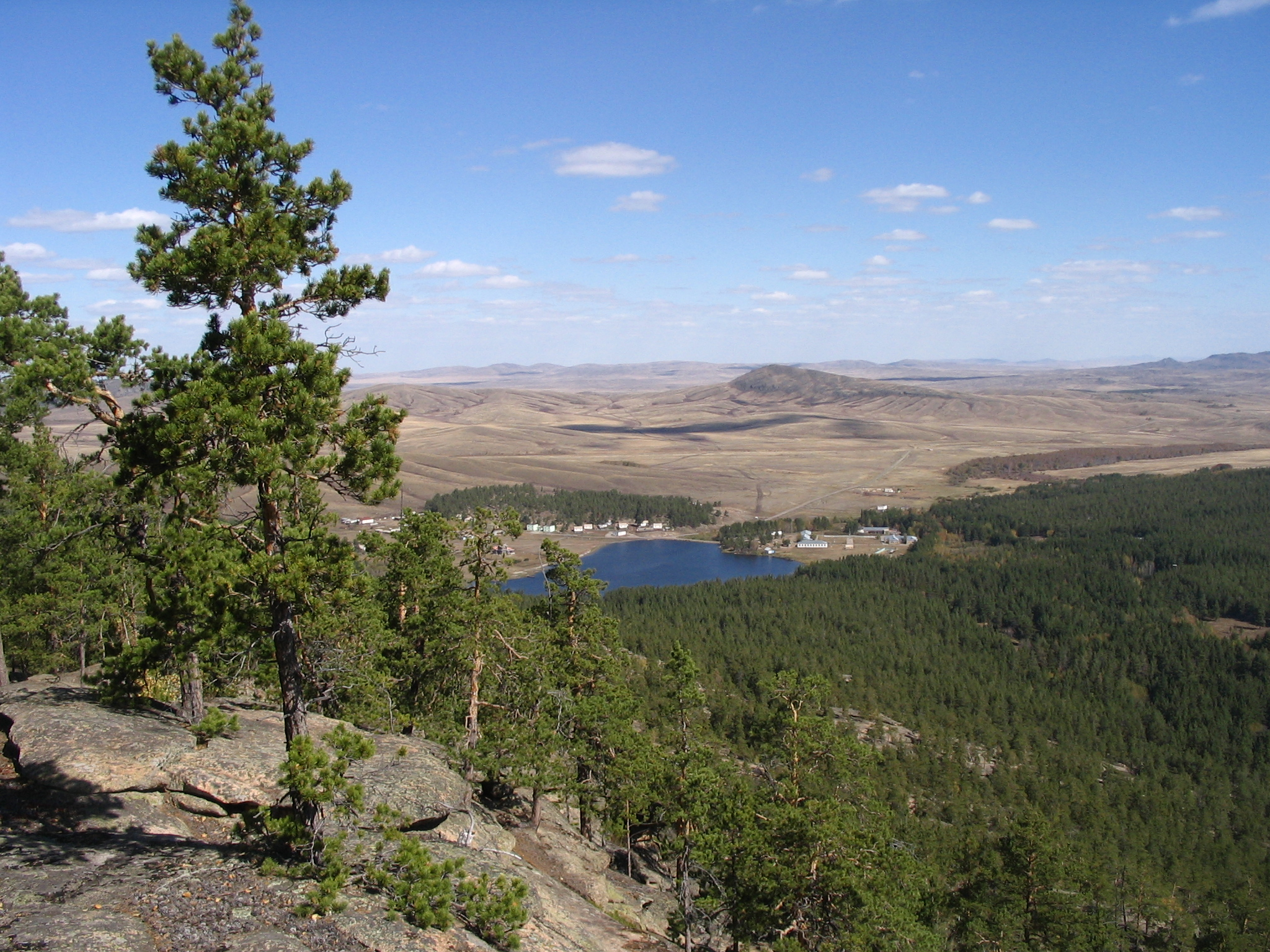
Karagandská oblast

Kazachstán je největší vnitrozemskou zemí světa. Třebaže většinu území Kazachstánu zaujímají nízko položené plošiny a pahorkatiny, reliéf je i tak velmi rozmanitý; vcelku lze říct, že povrch Kazachstánu se zvedá směrem k východu. Na západě se v Kaspické proláklině (28 m pod hladinou světového oceánu) prostírá největší vnitrozemské jezero světa – Kaspické moře. Poblíž kaspického pobřeží leží v Karagijské proláklině nejnižší bod Kazachstánu (-132 m n. m.). Severní břehy Kaspického moře při dolním toku řeky Ural obklopuje Kaspická nížina, ohraničená na jihu plošinami Mangystau a Ustjurt, na východě Mugodžarskými vrchy. Dále k východu se prostírá rozlehlá nížina Turanská s bezodtokým Aralským jezerem, do kterého ústí řeka Syrdarja. Zde, při uzbeckých hranicích, se nachází poušť Kyzylkum (Rudé písky). Nevýraznou Turgajskou plošinu na severozápadě země odděluje sníženina zvaná Turgajská brána od rozlehlé Kazašské plošiny, zaujímající střední část Kazachstánu. Z Kazašské plošiny vystupuje několik hornatin – Ulytau na západě, Kokčetau na severu a Karakaly s nejvyšším bodem Aksoran (1 565 m n. m.) na jihovýchodě. Severně od Kazašské plošiny se až za hranice Kazachstánu táhnou úrodné nížiny Išimské a Kulundské stepi, náležející k Západosibiřské rovině. Tyto oblasti směrem k severu odvodňují řeky Išim a Irtyš. Od Kazašské plošiny směrem k jihu se táhne pustina Betpak-dala (Hladová step). Východně odtud, mezi Kazašskou plošinou a pohraničními horami leží bezodtoká Balchašsko-alakolská pánev.
Její západní část zaujímá velké protáhlé jezero Balchaš, celosvětový unikát, neboť je z poloviny plné sladké a z druhé poloviny slané vody; na východě se nacházejí dvě menší jezera Sasykkol a Alakol. Tato oblast závlahového zemědělství na jihovýchodě Kazachstánu je tradičně zvána Sedmiříčí (Džesysu). Východní a jihovýchodní hranice země představují skutečné velehory. Na samém severovýchodě dělí Kazachstán od Sibiře zalesněný Altaj (nejvyšší hora Belucha 4 506 m n. m.). Jižně od Altaje vytváří řeka Irtyš v kotlině jezero Zajsan, zvětšené ještě Buchtarminskou přehradní nádrží. Dále k jihu se zvedá pás pohoří Tarbagataj s nejvyšší horou Tastau (2 992 m n. m.). I následující horstva se táhnou přibližně stejným směrem jako Tarbagataj, tedy od západu k východu. Nejprve je to Džungarský Alatau s nejvyšší horou Besbakan (4 463 m n. m.), poté následuje široké údolí, jímž z Číny přitéká řeka Ili, a na jihovýchodě ohraničuje Kazachstán pohoří Ťan-šan (Nebeské hory). Nejvyšší hora Kazachstánu (a druhá nejvyšší hora Ťan-šanu) Chan Tengri (Vládce duchů) dosahuje výše 7 010 m n. m.

### Vodstvo

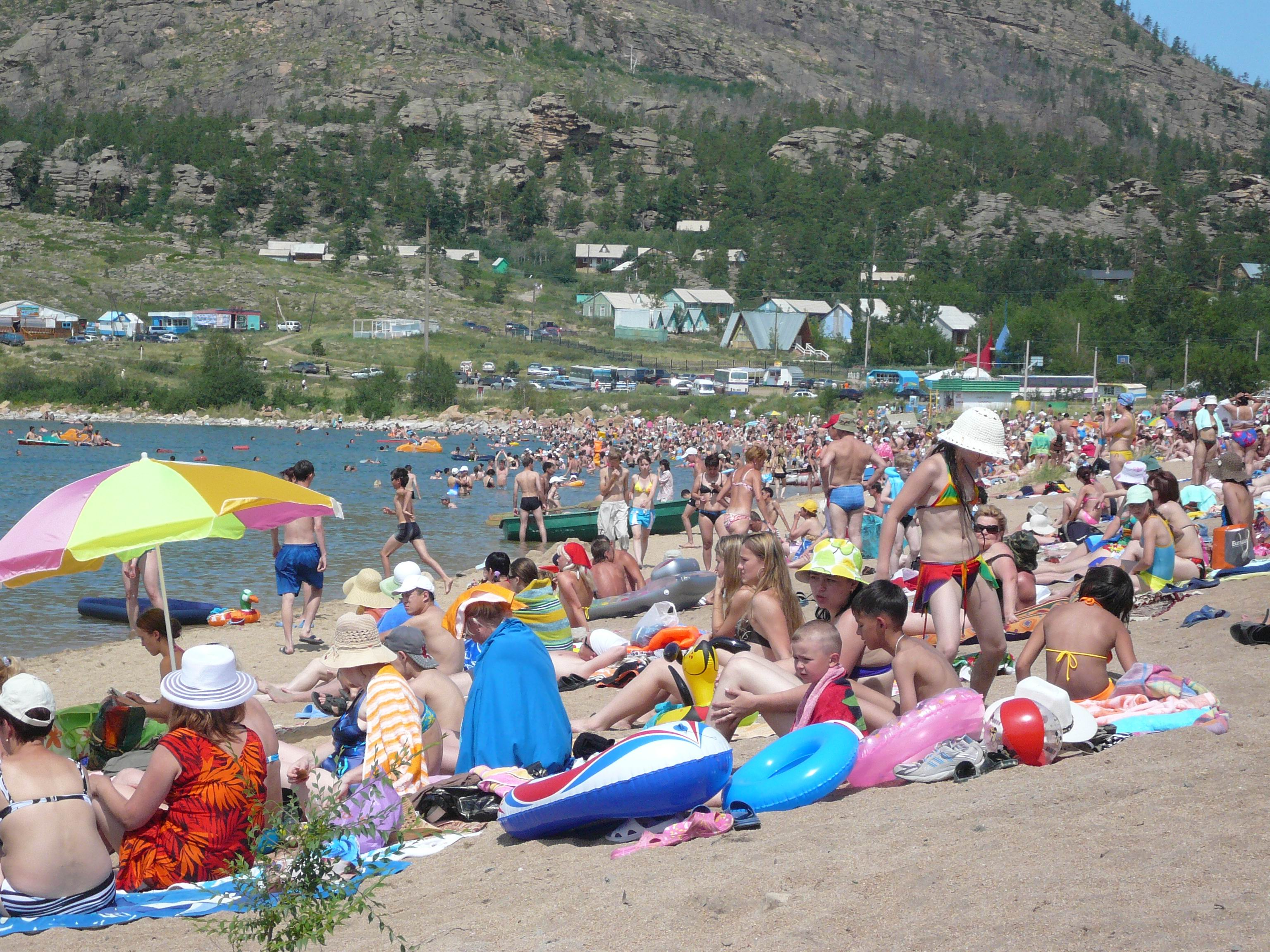
Jezero v Pavlodarské oblasti

V Kazachstánu je přibližně 48 000 jezer o celkové ploše 45 000 km². 94 % z nich má rozlohu menší než 1 km². Jsou to většinou záplavová a deltová jezera. Jezer s rozlohou nad 100 km² je 21 (Balchaš, Zajsan – součást Buchtarminské vodní nádrže, Alakol, Tengiz, Seletyteniz, Sasykkol, Kušmurun, Markakol, Ulken-karoj – viz také Seznam jezer v Kazachstánu). Kazachstánu také patří severní a severovýchodní část Kaspického moře a severní část Aralského jezera (Severní Aralské jezero). Je zde více než 4 000 rybníků, přehrad a vodních nádrží. Většina jezer je bezodtokých. Úroveň jejich hladiny prudce kolísá podle sezóny i v průběhu let a obrysy i rozměry se periodicky mění. V suchých letech mnohá z nich vysychají nebo se proměňují na slaniska. Nejvíce jezer je v severní části Kazachstánu, kde je mnoho uzavřených sníženin. Ve stepní zóně, v horách a v údolích velkých řek převládají sladkovodní jezera, zatímco v polopouštích, pouštích a mezihorských propadlinách slaná jezera. V mnohých jezerech se dobývají různé soli. Přibližně 30 jezer obsahuje léčivé bahno a solanku.

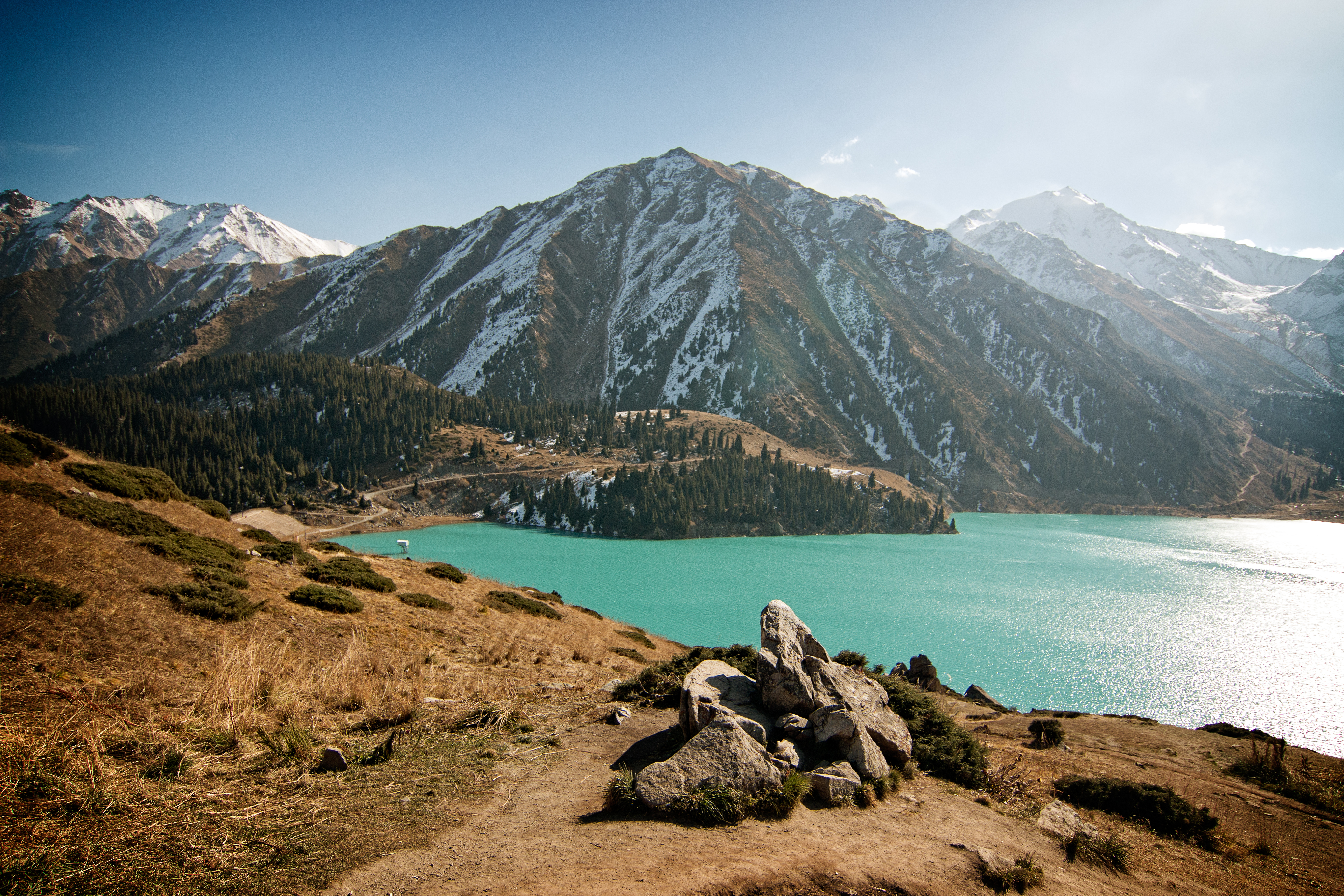
Horské jezero poblíž Almaty

Největšími přehradními nádržemi jsou Buchtarminská a Usť-Kamenogorská na Irtyši, Čardarinská na Syrdarji a Kapčagajská na Ili.
Říční síť země je velmi nepravidelná a hlavní toky se táhnou spíše okrajovými částmi země. Velkou část centrálního Kazachstánu zaujímají bezodtoké polopouště, v nichž se například ztrácejí řeky Sarysu a Ču. Naproti tomu lesostepní oblasti na severovýchodě jsou posety stovkami drobných jezer a protkány říčkami. Pro vodní toky, které stékají z velehor na jihovýchodě země je charakteristický maximální průtok v době letního tání horských ledovců, zatímco mnohé stepní řeky v této době vysychají. Velký význam má 500 km dlouhý kanál mezi Pavlodarem a Karagandou, spojující řeky Irtyš a Nura.

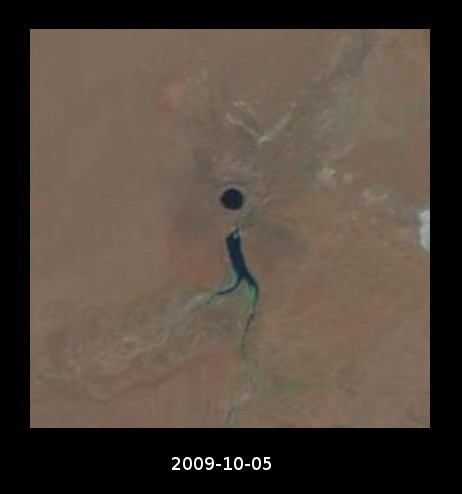
Čaganské jezero

Čaganské jezero je jezero v Kazachstánu vytvořené jaderným výbuchem 15. ledna 1965. Voda jezera je stále radioaktivní. Místní obyvatelé v jezeře loví ryby, přestože úřady varovaly, že je to nebezpečné.
Nejvýznamnější řeky (viz také Řeky v Kazachstánu)
- Irtyš (4 284 km, z toho 1 700 km na území Kazachstánu)
- Syrdarja (2 219 km, z toho 1 400 km na území Kazachstánu)
- Ural (2 428 km, z toho 1 100 km na území Kazachstánu)
- Ili (1 439 km, z toho 815 km na území Kazachstánu)
- Išim (2 450 km)
- Tobol (1 591 km)
- Emba (712 km)
- Sarysu (671 km)
- Ču (1 067 km)
- Nura (978 km)

### Klimatické podmínky
Pro Kazachstán jsou typické velké rozdíly teplot:
na jihu je rozdíl teplot mezi nejteplejším a nejstudenějším měsícem až 30 °C a na severu až 40°-41 °C, nejstudenější měsíc je leden, jeho průměrná teplota na severu je -19°, na jihu -8 °C, nejteplejším měsícem je červenec.

### Biodiverzita

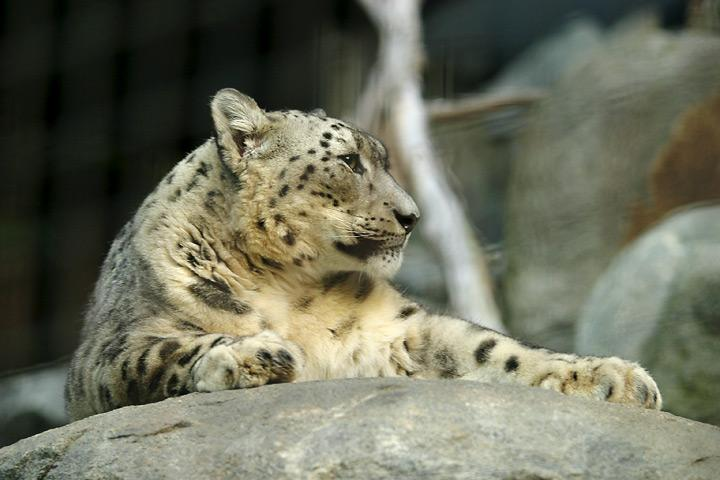
Irbis

V Kazachstánu je deset přírodních rezervací a deset národních parků, které poskytují útočiště mnoha vzácným a ohroženým rostlinám a živočichům.
Běžnými rostlinami rostoucími na území Kazachstánu jsou kozince, křivatce, česneky, ostřice a vlnice. Mezi ohrožené druhy rostlin patří původní jabloň Sieversova (Malus sieversii), réva vinná (Vitis vinifera), několik divokých druhů tulipánů (např. tulipán Greigův, tulipán Kaufmannův) a vzácný česnek karatavský. Kazachstán měl v roce 2019 průměrné skóre Indexu integrity lesní krajiny 8,23/10, což ho řadilo na 26. místo ze 172 zemí světa. To poukazuje na relativně původní a přirozenou skladbu lesů.
Mezi běžné savce patří vlk obecný, liška obecná, korsak, los evropský, argali altajský (největší druh ovcí), rys ostrovid, manul a irbis, z nichž několik je chráněno. Irbis byl do roku 2018 zobrazen i na zadní straně kazachstánské bankovky v hodnotě 10 000 tenge. Kazachstánská Červená kniha chráněných druhů uvádí 125 obratlovců a 404 rostlin včetně hub, řas a lišejníků.

## Politický systém

Palác Ak Orda, sídlo prezidenta

Kazachstán je unitární stát a republika, jeho politický systém je prezidentský a autoritářský. Od vyhlášení nezávislosti v roce 1991 byl prezidentem opakovaně volen Nursultan Nazarbajev, a to až do roku 2019, kdy ho vystřídal Kasym-Žomart Kemeluly Tokajev. V roce 2017 došlo k reformě a moc byla částečně přerozdělena. Na premiéra a vládu přešla odpovědnost za ekonomický a sociální rozvoj země. Prezident dále rozhoduje především o zahraniční politice, obraně a vnitřní bezpečnosti. Předsedou vlády je Olžas Bektenov.
Zákonodárným orgánem je parlament, který je dvoukomorový. Dolní komora se nazývá Mažilis. Má 107 poslanců, kteří jsou voleni na 5 let. Horní komora, Senát, má 48 členů, z toho patnáct jmenuje přímo prezident. Parlament na základě návrhu prezidenta schvaluje změny v Ústavě, státní rozpočet, musí potvrdit prezidentovu volby předsedy vlády a Národní banky. Parlament může rovněž vyhlásit referendum a vyjádřit nedůvěru vládě. Zcela dominantní silou v parlamentu i ve společnosti je prezidentská strana Nur Otan, v posledních volbách roku 2016 získala 82,15 % hlasů. V čele každého regionu je äkim (hejtman) jmenovaný přímo prezidentem.
Týdeník The Economist ve svém indexu demokracie dlouhodobě zařazuje Kazachstán do kategorie „autoritářský režim“. V roce 2020 jej zařadil v kvalitě demokracie na 128. místo ze 167 zemí. V indexu svobody tisku Reportérů bez hranic se v roce 2021 Kazachstán umístil na 155. místě ze 180 zemí (tedy zhruba na úrovni Ruska, Běloruska, Turecka a Uzbekistánu). Ve své zprávě z roku 2015 organizace Human Rights Watch uvedla, že „Kazachstán výrazně omezuje svobodu shromažďování, projevu a náboženského vyznání.“ Běžné je podle této organizace rovněž mučení ve věznicích. Podle zprávy pro americkou vládu z roku 2014 není soudní moc v Kazachstánu nezávislá a podléhá moci výkonné.
V červnu 2019 ohlásil prezident Tokajev řadu reforem, které vypadaly, že mají režim změkčit. Byla zřízena Národní rada veřejné důvěry, na níž se mají občané obracet se svými stížnostmi. Tokajev též oznámil, že prosadí zákon, který umožní zástupcům opozičních stran zastávat funkce předsedů v některých parlamentních výborech. Také minimální hranice členství nutná k registraci politické strany se měla snížit ze 40 000 na 20 000 členů. Měla být vyčleněna zvláštní místa pro pokojná shromáždění a schválen zákon, který stanoví práva a povinnosti organizátorů a účastníků takových shromáždění. Nepokoje na začátku roku 2022 však reformní rétoriku smetly ze stolu. Reakce Tokajeva na protesty a vytváření teorií spiknutí o tom, že demonstrace byly organizovány ze zahraničí, dávaly tušit, že režim míří spíše k utužení. Na druhou stranu před parlamentem Tokajev po nepokojích slíbil boj proti oligarchizaci, korupci a chudobě.

### Administrativní členění

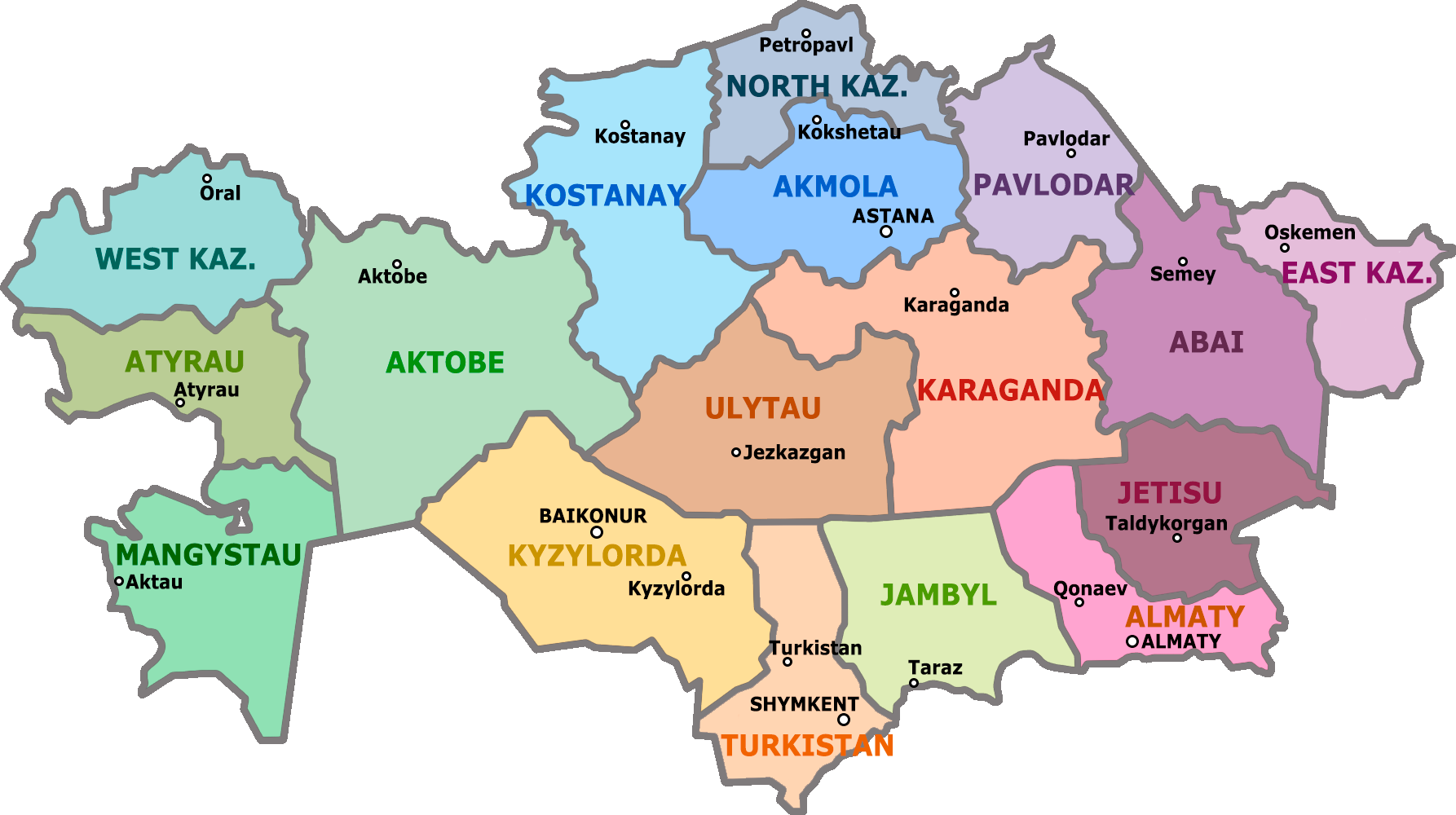
Kazachstán, mapa členění na oblasti

Kazachstán se dělí na sedmnáct oblastí (kazašsky: облыстар, oblystar; rusky: области, oblasť) a čtyři města nezávisle na geografické oblasti. Oblasti se dále dělí na 177 okresů (kazašsky: аудандар, audandar; rusky: районы, rajony). Oblasti se dále dělí na venkovské okresy na nejnižší úrovni správy, které zahrnují všechna venkovská sídla a vesnice bez přidružené obecní samosprávy. V čele každé oblasti stojí äkim (regionální guvernér) jmenovaný prezidentem. Okresní äkimi jsou jmenováni regionálními akimy.
Města Almaty, Astana a Šymkent mají status „státního významu“ a nepatří do žádného regionu. Město Bajkonur má zvláštní status, protože je do roku 2050 pronajato Rusku pro kosmodrom Bajkonur.
1. Západokazachstánská oblast (hlavní město Oral)
2. Atyrauská oblast (Atyrau)
3. Mangystauská oblast (Aktau)
4. Aktobská oblast (Akťubinsk)
5. Kostanajská oblast (Kostanaj)
6. Severokazachstánská oblast (Petropavlovsk)
7. Akmolská oblast (Kokčetau)
8. Pavlodarská oblast (Pavlodar)
9. Východokazachstánská oblast (Usť-Kamenogorsk)
10. Karagandská oblast (Karaganda)
11. Kyzylordská oblast (Kyzylorda)
12. Turkestánská oblast (Turkestán)
13. Žambylská oblast (Taraz)
14. Almatská oblast (Taldykorgan)
15. Abajská oblast (Semej)
16. Žetysuská oblast (Taldykorgan)
17. Ulytauská oblast (Žezkazgan)

1. Almaty (samosprávné město)
2. Astana (hlavní město)
3. Šymkent (samosprávné město)
4. Bajkonur (zvláštní status)

## Ekonomika

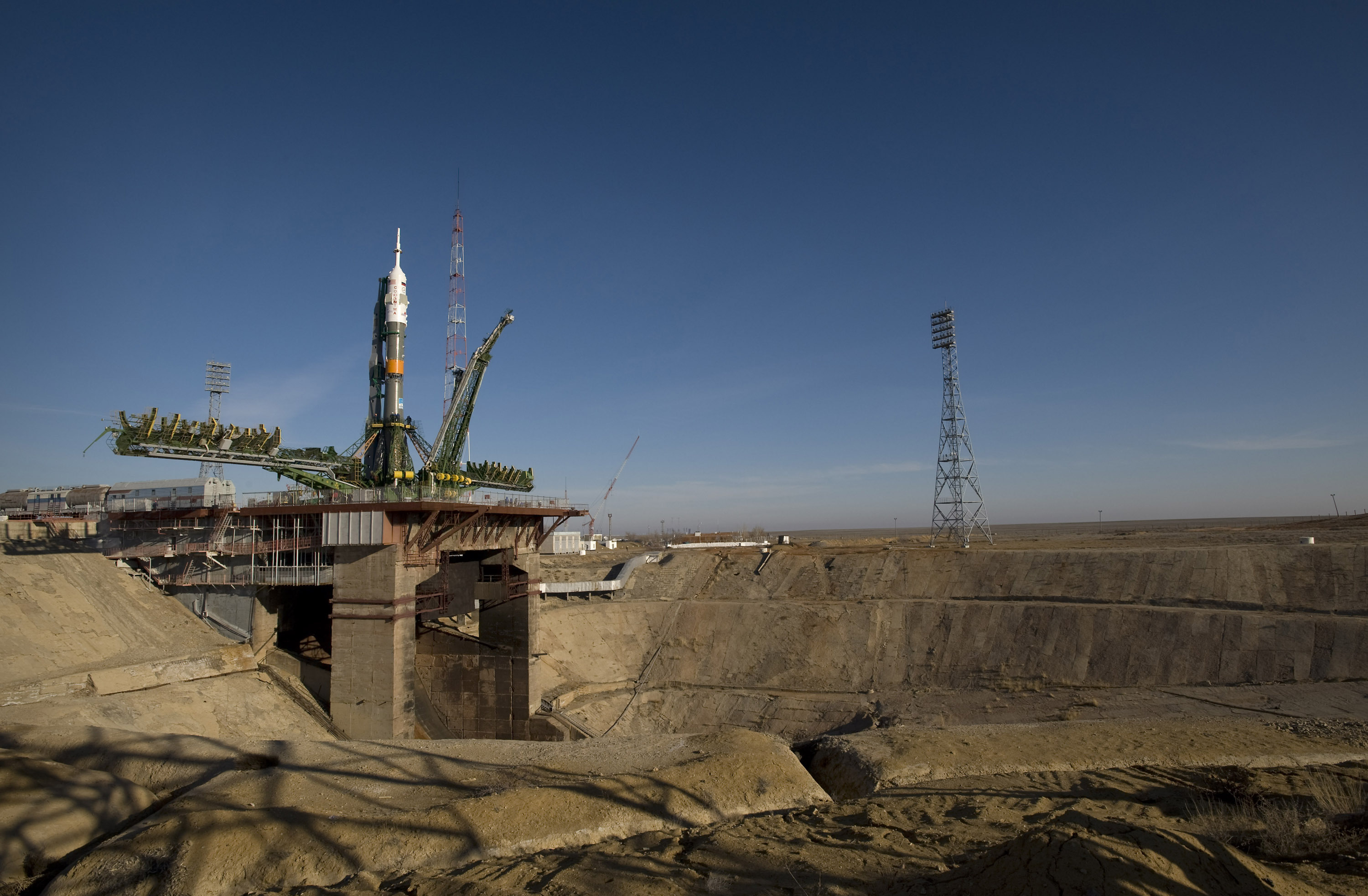
Kosmodrom Bajkonur

Kazachstán má největší a nejvýkonnější ekonomiku ve střední Asii. Ekonomika Kazachstánu, podporovaná rostoucí produkcí a cenami ropy, rostla do roku 2013 v průměru o 8 % ročně, než v letech 2014 až 2015 zpomalila. Byla tak nejdynamičtější světovou ekonomikou začátku 21. století po Číně a Kataru. V současnosti se výkonností kazachstánská ekonomika podobá té ruské – má přibližně stejný HDP na hlavu, ale vyznačuje se rychlejším růstem poháněným těžbou nerostných surovin. Kazachstán byl první bývalou sovětskou republikou, která splatila veškerý svůj dluh Mezinárodnímu měnovému fondu, a to sedm let před plánovaným termínem. Kazachstán má vlastní měnu – tenge, v roce 2014 devalvovala o 19 %, k dalšímu 22% znehodnocení došlo v roce 2015. V březnu 2002 americké ministerstvo obchodu udělilo Kazachstánu status tržní ekonomiky podle obchodního práva USA, v roce 2015 Kazachstán vstoupil do Světové obchodní organizace. Státní dluh Kazachstánu je oproti evropským zemím minimální, v roce 2019 činil 19,2 % HDP. The Wall Street Journal zařadil Kazachstán na 41. místo v celosvětovém žebříčku ekonomické svobody (2018).
Kazachstán je průmyslově-zemědělskou zemí s obrovskými zdroji černého uhlí, železných a chromových rud, ropy a dalších nerostných surovin. Kazachstán disponuje zhruba 21 % světových zásob uranu a v těžbě uranové rudy je světovou jedničkou (na druhé příčce je Kanada, která předtím vedla žebříček 17 let). Ložiska spravuje státní společnost Kazatomprom, ale samotné doly si mezi sebou z velké části rozparcelovaly především Rusko a Kanada. Většinu území zabírají pouště a polopouště, jen malá část je zalesněna nebo je hospodářsky využívána. V Kazachstánu se mimo jiné nachází proslulý kosmodrom Bajkonur, který Kazachstán pronajímá Rusku za 115 mil. amerických dolarů ročně. Právě z Bajkonuru zahájil v roce 1961 Jurij Gagarin první let člověka do vesmíru.

### Těžba bitcoinu
Kazachstán je na druhé příčce v těžbě virtuální měny bitcoin, z důvodu nízkých cen energií. V Enegix Bitcoin Mining Data Centru celkem 50 000 mining rigů spotřebuje 180 MW elektrické energie.

### Obchod
V Kazachstánu (podobně jako třeba v Číně) existuje deset speciálních ekonomických zón, kde mají investoři zvláštní podmínky (výjimky z daňových povinností, odpuštění cel apod.). První zóna, Žajreb Atasujská, vznikla v roce 1991. Zdaleka nejvíce přímých zahraničních investic má na kontě Nizozemsko (42,7 %).
Velké energetické společnosti jako Chevron, ExxonMobil, Royal Dutch Shell a Eni vlastní od 90. let práva na těžbu ropy a zemního plynu v Kazachstánu.
Kazachstán má celní unii s Ruskem a Běloruskem a je též člen Eurasijského ekonomického svazu. Přesto například v roce 2017 byla nejvýznamnějším obchodním partnerem Kazachstánu Evropská unie, s podílem 38,7 % na zahraničním obchodu. Následují Rusko (20,6 %), Čína (13,5 %), Uzbekistán (2,6 %), Turecko (2,4 %), Spojené státy (2,1 %) a Ukrajina (2,1 %). Ze zemí EU je nejvíce obchodní výměny s Itálií a Nizozemskem. Stále důležitějším hospodářským a obchodním partnerem Kazachstánu je Čína. V rámci její iniciativy Nová hedvábná stezka má Kazachstán významné postavení tranzitního uzlu.
Suroviny (hlavně ropa a plyn) se na exportu Kazachstánu podílí zcela zásadním způsobem (68,6 % exportu v roce 2017).

### Měna

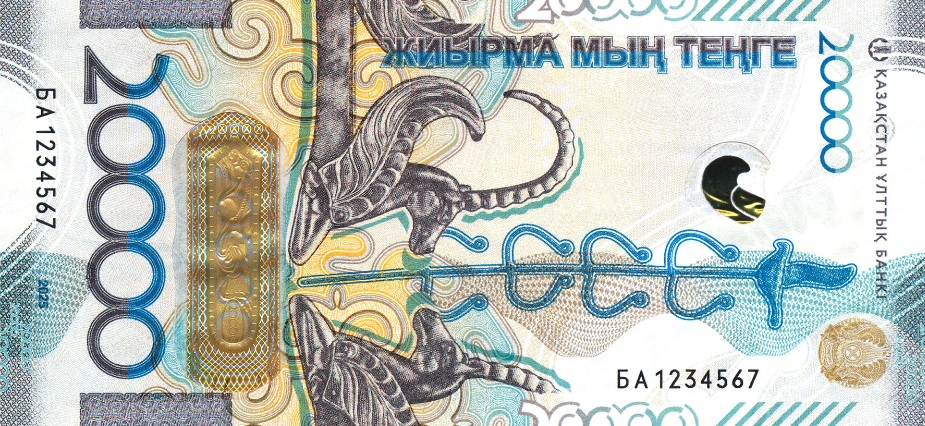
Bankovka v hodnotě 20000 tenge

Tenge (kazašsky теңге; oficiální název: Kazašské tenge, kazašsky Қазақстан теңгесі) je peněžní jednotka Kazachstánu, 1 tenge se dále dělí na 100 tiynů (kazašsky: тиын), kód měny je KZT. Tenge bylo zavedeno 15. listopadu 1993. Od roku 2002 je v platnosti zákon, který v Kazachstánu zakazuje přijímat při platbách jinou měnu než tenge. V oběhu jsou mince o hodnotách: 1, 2, 5, 10, 20, 50, 100 a 200 〒 a bankovky 200, 500, 1 000, 2 000, 5 000, 10 000 a 20 000 〒.

## Obyvatelstvo

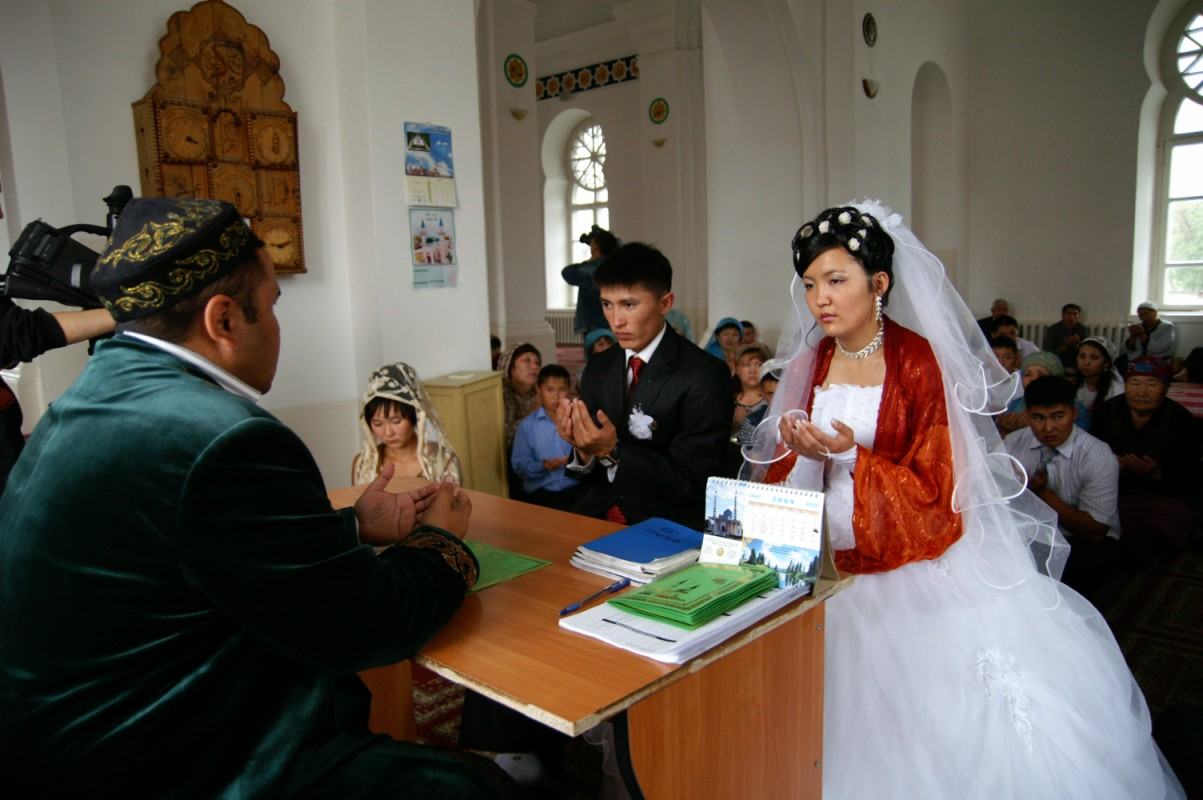
Kazašská svatba v mešitě

K 1. lednu 2025 má Kazachstán 20 286 084 obyvatel. Hustota osídlení je 7,44 obyvatel na km², což je jedna z nejnižších hustot na světě a druhá nejnižší v Asii mezi suvereními státy po Mongolsku.
K roku 2021 tvořili 69 % obyvatel Kazaši, 18,4 % Rusové, 3,3 % Uzbekové, 1,48 % Ujgurové, 1,36 % Ukrajinci, 1,06 % Tataři a 0,92 % Němci. Ostatní jsou přistěhovalci z bývalých zemí SSSR. Etnické složení se ve 20. i 21. století prudce proměňovalo. Sovětský vůdce Josif Stalin nechal do Kazachstánu násilně přemísťovat příslušníky mnoha národností, zejména Němce, Poláky, Ujgury a Kurdy, dočasně sem byli deportováni také Čečenci a Ingušové. V roce 1989 ještě tvořili Kazaši jen 39,7 % obyvatel Kazachstánu, Rusů bylo 37,8 %, Němců 5,8 % a Ukrajinců 5,4 %. Mnoho Rusů, Ukrajinců a Němců opustilo Kazachstán po rozpadu Sovětského svazu, jejich procentuální poměr v populaci dále snižuje nižší porodnost oproti Kazachům, ale stále tvoří vysoké procento obyvatel ve velkých městech a na severu Kazachstánu u ruských hranic.
Zajímavostí je, že v zemi byla i malá česká komunita, která však s pomocí české vlády přesídlila do České republiky. Vláda ČR přijala 1. listopadu 2006 nařízení o „Postupu při dokončování přesídlení osob s prokázaným českým původem (krajanů) z Kazachstánu". Celkem bylo přesídleno 157 krajanů, poslední tranzit se uskutečnil v říjnu 2007.
57 % obyvatel žije ve městech.
Kazachstánská společnost je specifická v tom, že velkou roli v ní stále hraje tradiční klanová struktura, tedy rozdělení na kmenové svazy, tzv. Starší, Střední a Mladší žuzy. Uly žuz (Starší, nebo Největší) má kořeny v jižním Kazachstánu, Orta žuz (Střední) ve středním a východním a Kiši žuz (Mladší nebo Malý) se identifikuje se západní a severní částí Kazachstánu. Každý žuz se dělí na rody a plemena. Orta žuz má 12 rodů a plemen. Členové Uly žuzu se cítí být přímými potomky Čingischána.

### Náboženství

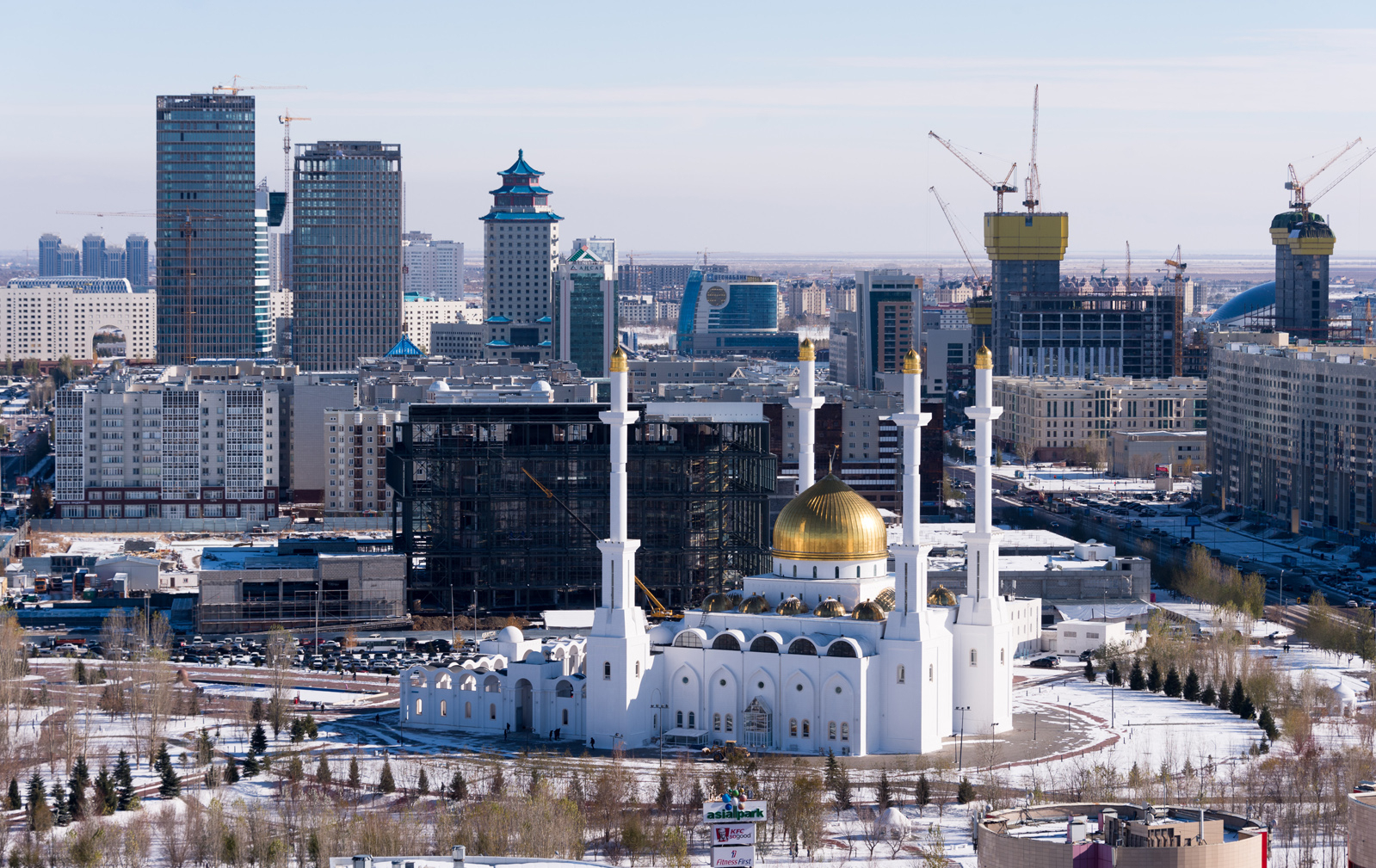
Mešita v Astaně

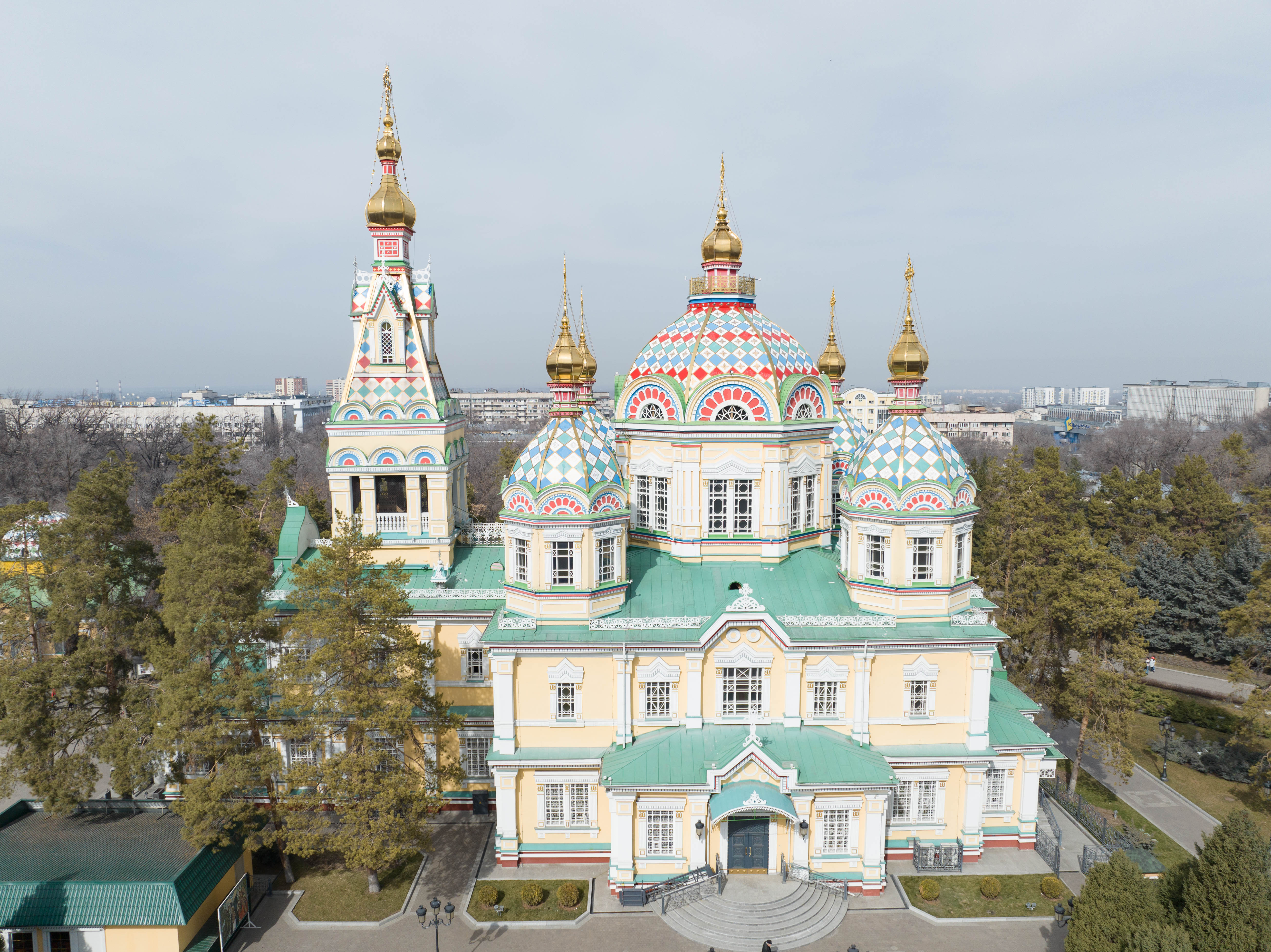
Pravoslavný chrám ve městě Almaty

Celkem 69 % obyvatel Kazachstánu vyznává sunnitský islám, 28 % je pravoslavných křesťanů a 2 % obyvatel jsou evangelíci. Vzhledem k tomuto složení populace vláda vsází na mezináboženský dialog a Nursultan Nazarbajev každé tři roky hostí v Astaně velké setkání všech světových náboženství. V zemi je 3 129 svatostánků, z toho 2 229 mešit, 258 pravoslavných chrámů, 93 katolických kostelů, 6 synagog a přes 500 protestantských kostelů a modliteben. Islámský Svátek oběti i pravoslavné Vánoce jsou v Kazachstánu státním svátkem.
V Kazachstánu probíhá kontrola náboženského života, zejména menšinových společenství. Od roku 2021 se připravují legislativní změny. Zákon by měl navíc znovu potvrdit a zdůraznit „historickou úlohu“ hanífovského islámu. Podobné právní změny byly schváleny kazachstánským parlamentem už v roce 2018, ale byly staženy po protestech amerického ministerstva zahraničí. Situaci sleduje lidskoprávní organizace Forum 18.

### Jazyky
Úředním jazykem je kazaština. Státní instituce a samosprávné orgány však užívají i ruštinu, která je s kazaštinou rovnoprávná. V písmu se užívá vlivem ruštiny cyrilice a sporadicky i latinka, v současné době zejména pod vlivem turečtiny. Dne 12. dubna 2017 tehdejší prezident Nazarbajev nařídil úřadům přejít postupně z azbuky na latinku. Od roku 2025 by se měla používat již jen latinka.
Kazaština patří do turkické jazykové skupiny, spolu s turečtinou, turkmenštinou, azerštinou, uzbečtinou či tatarštinou.

### Významná města
- Almaty (Alma-Ata) – 1 854 tis. obyv. (2019)
- Astana – 864 tis. obyv.
- Šymkent – 862 tis. obyv.
- Karaganda (Qaraghandy) – 494 tis. obyv.
- Pavlodar – 333 tis. obyv.
- Öskemen – 319 tis. obyv.
- Semej – 315 tis. obyv.

### Další města
Arkalyk, Kostanaj, Taraz, Uralsk (Oral), Taldykorgan, Altaj, Petropavlovsk, Šu.

## Kultura

### Památky a architektura

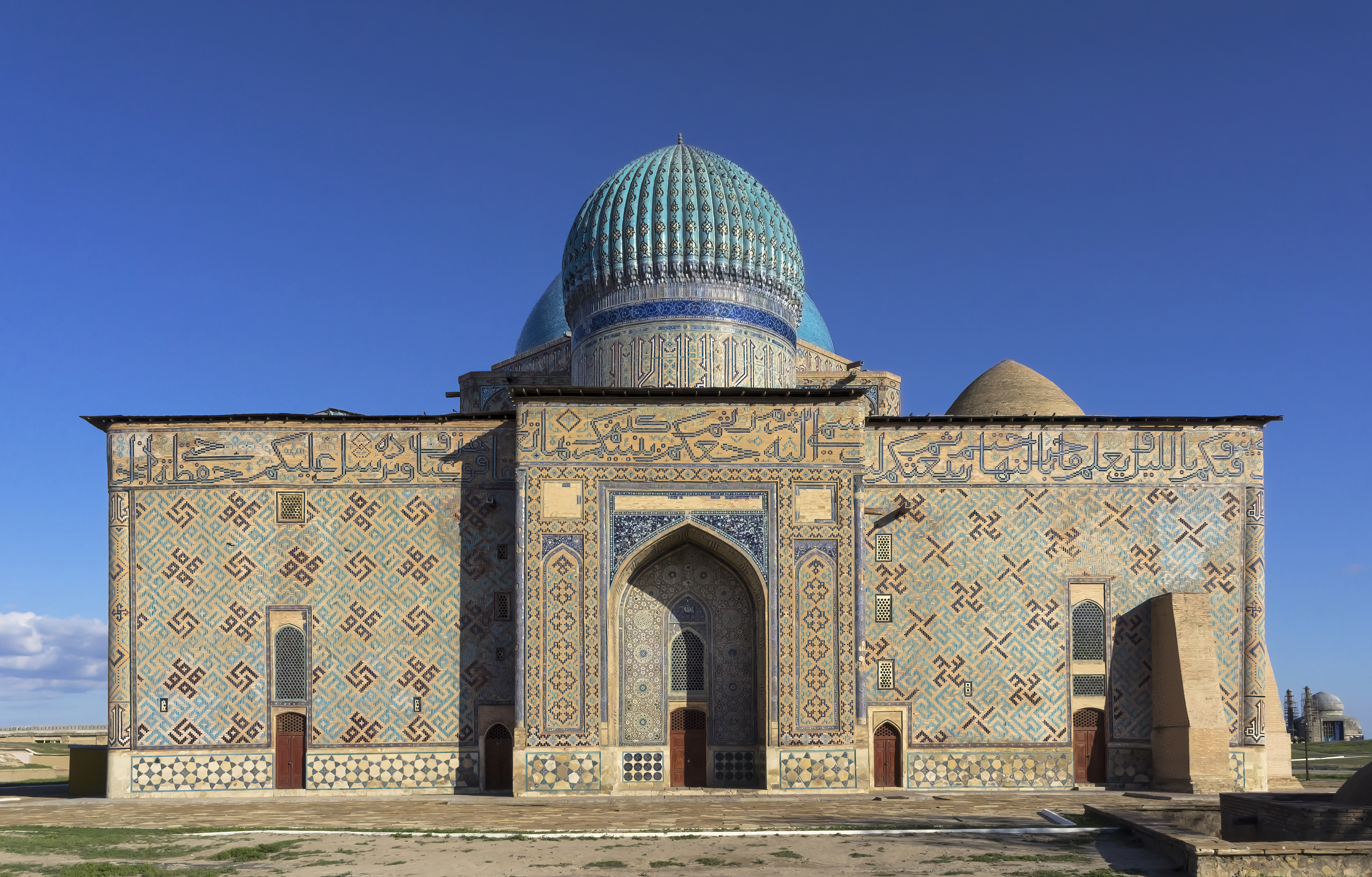
Mauzoleum Chodži Ahmeda Jásávího

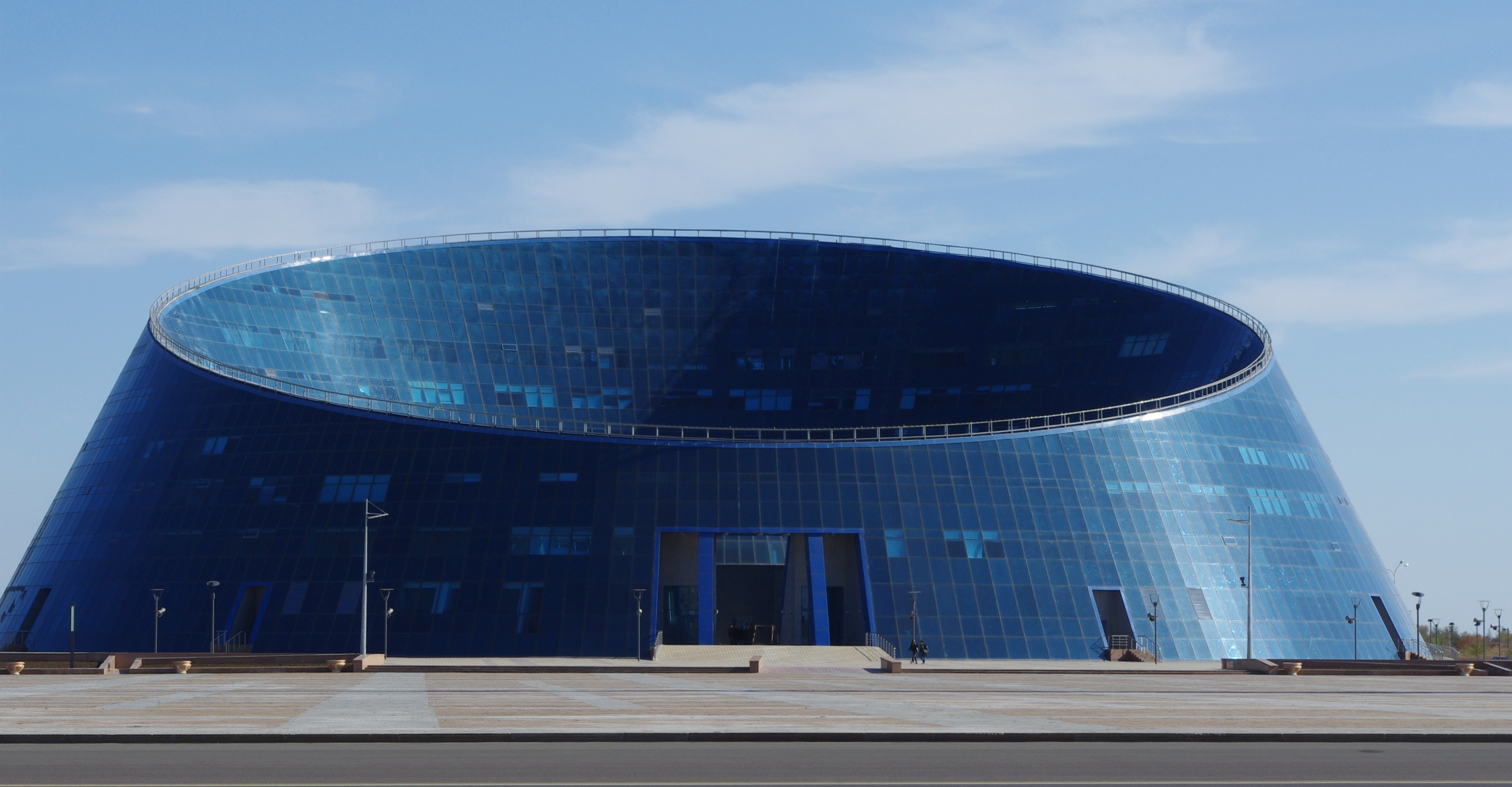
Umělecká univerzita v Astaně

V seznamu světového dědictví UNESCO je zapsáno pět památek:
- pravěké skalní kresby, tzv. petroglyfy v Tamgaly
- středověké mauzoleum Chodži Ahmeda Jásavího v Turkestánu
- jezera a stepi Sarjarka
- Hedvábná stezka: síť cest v koridoru Čchang-an – Ťan-šan
- chráněná území v pohoří západního Ťan-šanu, jež procházejí od Kyrgyzstánu přes Uzbekistán až po Kazachstán.

Unikátním architektonickým celkem je nové hlavní město Astana, které nechal vůdce Nursultan Nazarbajev postavit na konci 90. let 20. století, z menšího městečka Akmola (dříve Celinograd, Astana). Město bylo oficiálně otevřeno a hlavním městem prohlášeno v roce 1997. Architektonický plán hypermoderního města vytvořili známý japonský architekt Kišó Kurokawa a britský architekt Norman Foster, přičemž jejich spojení mělo symbolizovat spojení východu a západu, jímž kazachstánská kultura de facto je. K architektonickým unikátům patří Palác nezávislosti, Koncertní hala (dílo Manfredi Nicolettiho), Umělecká univerzita, prezidentský palác Ak Orda či Smaragdové věže. Věž Bajtěrek (jež je dokonce zobrazena na zadní straně všech kazachstánských bankovek), Palác míru a harmonie ve tvaru pyramidy a zábavní centrum Chan Šatyr ve tvaru jurty, jehož výstavba se vyšplhala ke 400 milionům dolarů, navrhl osobně Norman Foster. Výstavba podle Kurokawových urbanistických plánů má probíhat do roku 2030. Zajímavostí je, že na výstavbě Astany se podílela i česká firma VUCHZ Brno, která zde postavila moderní závod na výrobu biodieselu.

### Hudba

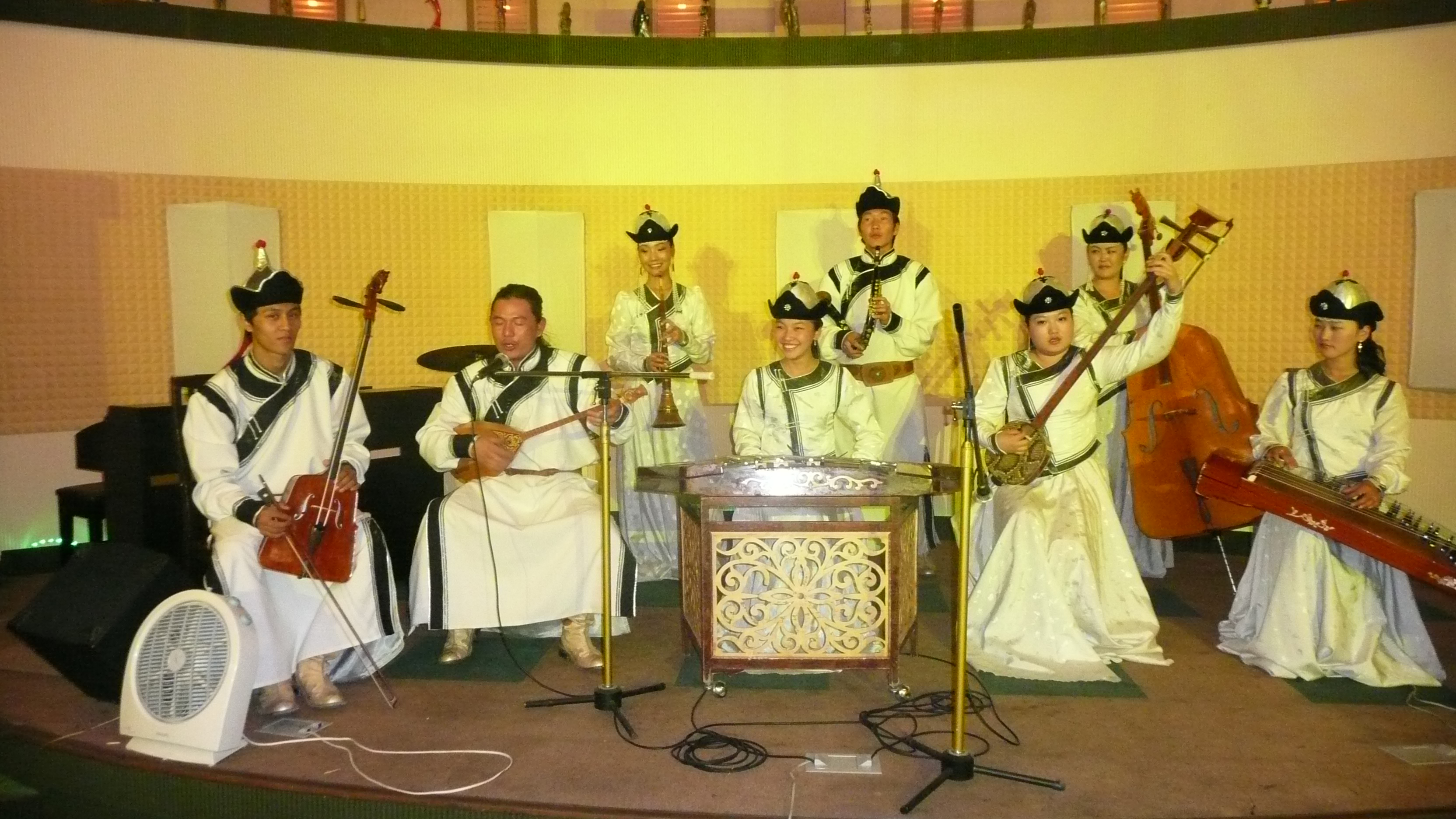
Folklórní skupina

Kazašským národním hudebním nástrojem, ba symbolem, je především dombra, strunný drnkací nástroj s dlouhým krkem, obvykle dvěma strunami a hruškovitým nebo lichoběžníkovitým tělem. V roce 2014 byla kazašská hra na dombru zapsána na seznam Mistrovských děl ústního a nehmotného dědictví lidstva UNESCO.
Přinejmenším od 17. století se kazašští pěvci doprovázející se na dombru dělili do dvou hlavních kategorií: tzv. žyrausové obvykle nevytvářeli vlastní originální dílo a jen reprodukovali staré písně, kdežto tzv. akynové improvizovali nebo vytvářeli vlastní písně v duchu tradice. Nejslavnějším akynem a také hráčem na dombru byl Kurmangazy Sagyrbajuly v 19. století. Folklór později proslavil i zpěváka Žambyla Žabajeva, hrajícího ještě v první polovině 20. století, který tak uvedl akynskou tradici do sovětské kultury.
V populární hudbě se později prosadila Roza Rymbajeva, Dimash Kudaibergen, nebo skupina A’Studio. Ve folk-rockové hudbě skupina Ulytau.
Od roku 2013 funguje Astanská opera. Akustika nově postaveného divadla je považována za jednu z nejlepších na světě.[zdroj?] Hlavní sál pojme 1250 diváků a orchestřiště až 120 hudebníků, což z budovy činí třetí největší operní dům na světě. Opera má svůj vlastní orchestr i operní a baletní soubor.

### Film

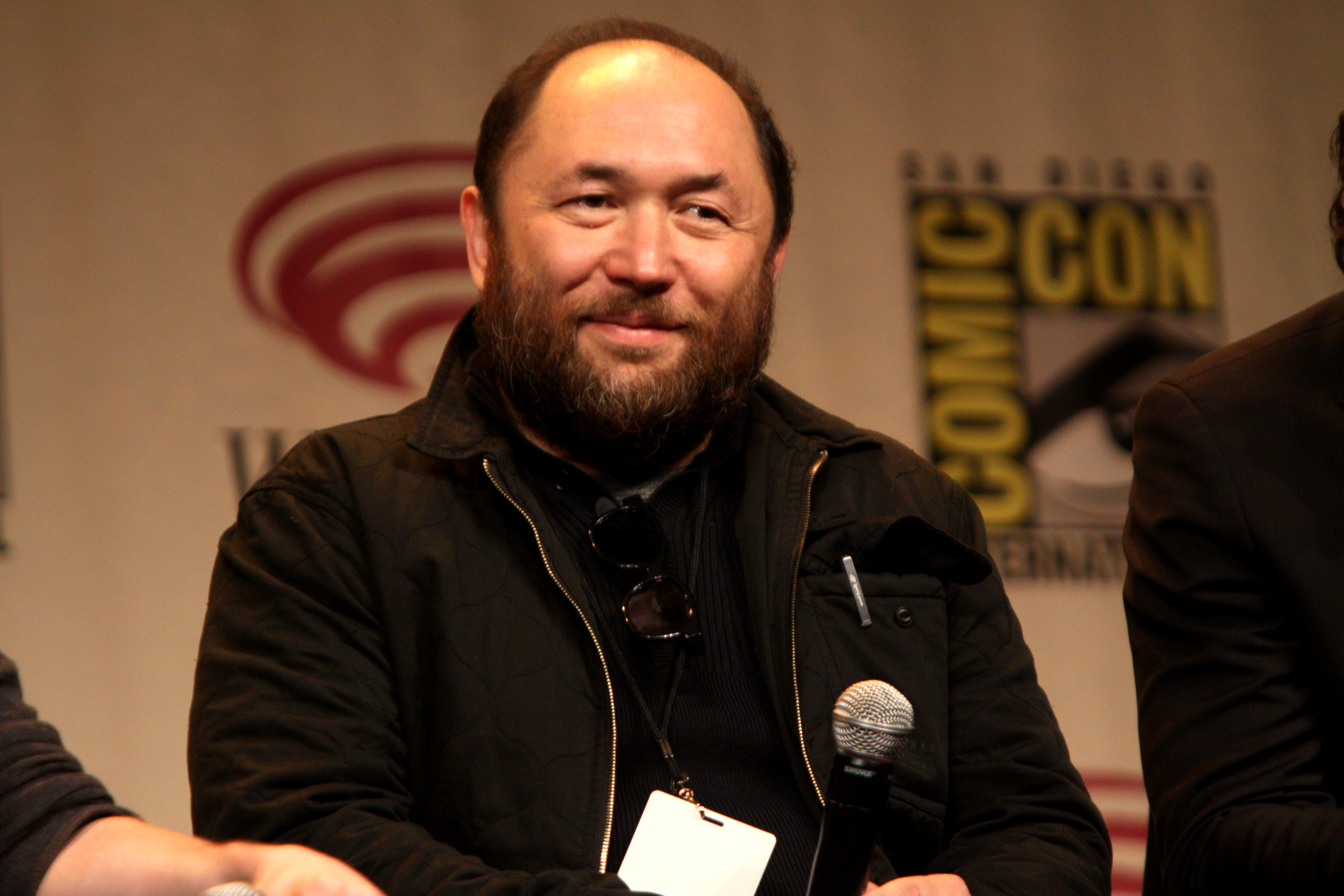
Timur Bekmambetov

V Hollywoodu se prosadil filmový režisér Timur Bekmambetov, mj. díky zfilmování Noční hlídky krajana Lukjaněnka. Jako dokumentarista proslul Sergej Dvorcevoj, který v roce 2019 získal Cenu za přínos světové kinematografii na Mezinárodním festivalu dokumentárních filmů Ji.hlava. V roce 2008 se začal věnovat filmu hranému. Oba jeho celovečerní hrané filmy uspěly na festivalu v Cannes: Tulpan (2008) získal cenu Un Certain Regard (a také cenu Na východ od Západu ve Varech), snímek Ajka (2018) byl nominován na hlavní cenu Zlatá palma, a Dvorcevoj je tak nejúspěšnějším kazachstánských filmařem 21. století. Prvním a dosud jediným kazachstánským filmem nominovaným na Oscara za nejlepší neanglicky mluvený film je snímek Mongol ruského režiséra Sergeje Bodrova staršího z roku 2008.
Představitelka hlavní role ve filmu Ajka Samal Esljamová získala v roce 2018 na festivalu v Cannes cenu pro nejlepší herečku. V sovětském filmu se proslavila herečka Natalja Arinbasarova. Na scénografii a kostýmech historických filmů pracoval architekt Almas Ordabajev, jinak též autor vlastních projektů.
V modelingu se prosadila Ruslana Koršunovová, jež vzbudila zájem médií i svou záhadnou smrtí po pádu z balkonu.

### Věda
Jednou z největších vědeckých osobností Kazachstánu byl Šokan Valichanov, zakladatel moderní kazašské historiografie a etnografie. Založením vědecké databáze Sci-Hub na sebe nedávno upozornila Alexandra Elbakjanová. Na území Kazachstánu se v 9. století, patrně, narodil významný filozof, logik, kosmolog a teoretik hudby Al-Fárábí, který je dnes vyobrazen na kazachstánské bankovce v hodnotě 200 tenge. Jedno z uvažovaných rodišť Al-Fárábího je Otrar, oáza a zaniklé město v Jihokazašské oblasti Kazachstánu, kdysi významné obchodní středisko ležící na Hedvábné stezce.

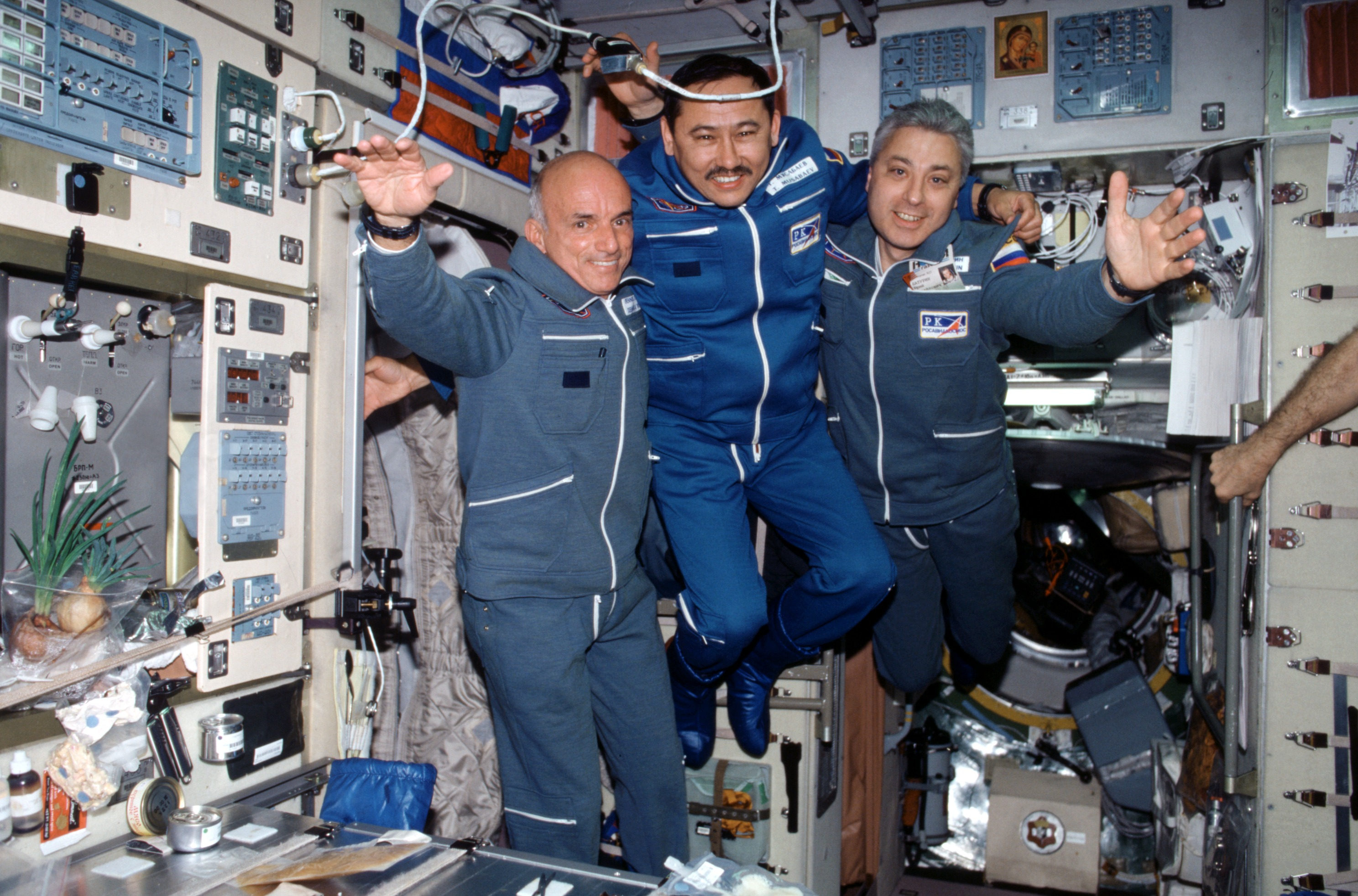
Talgat Musabajev (uprostřed)

V Kazachstánu Sověti postavili první kosmodrom na světě - Bajkonur, je proto trochu překvapující, že se Kazaši příliš nepodíleli na sovětském kosmickém výzkumu. Teprve roku 1985, při oslavách 30. výročí vzniku Bajkonuru, vznikla myšlenka letu Kazacha do vesmíru, která rychle získala podporu politického vedení. Prvním kazašským kosmonautem se těsně před rozpadem Sovětského svazu stal Toktar Aubakirov. Díky modulu Sojuz TM-13 navštívil orbitální stanici Mir a pobyl v kosmu sedm dní. Toto prvenství mu posléze zajistilo i politickou kariéru. Druhým kazašským kosmonautem a zároveň prvním reprezentantem nezávislého Kazachstánu ve vesmíru se stal v roce 1994 Talgat Musabajev. Ten strávil na stanici Mir již téměř rok. Třetím kosmonautem a prvním zástupcem nezávislé kazachstánské kosmické agentury KazCosmos se stal v roce 2016 Ajdyn Aimbetov.

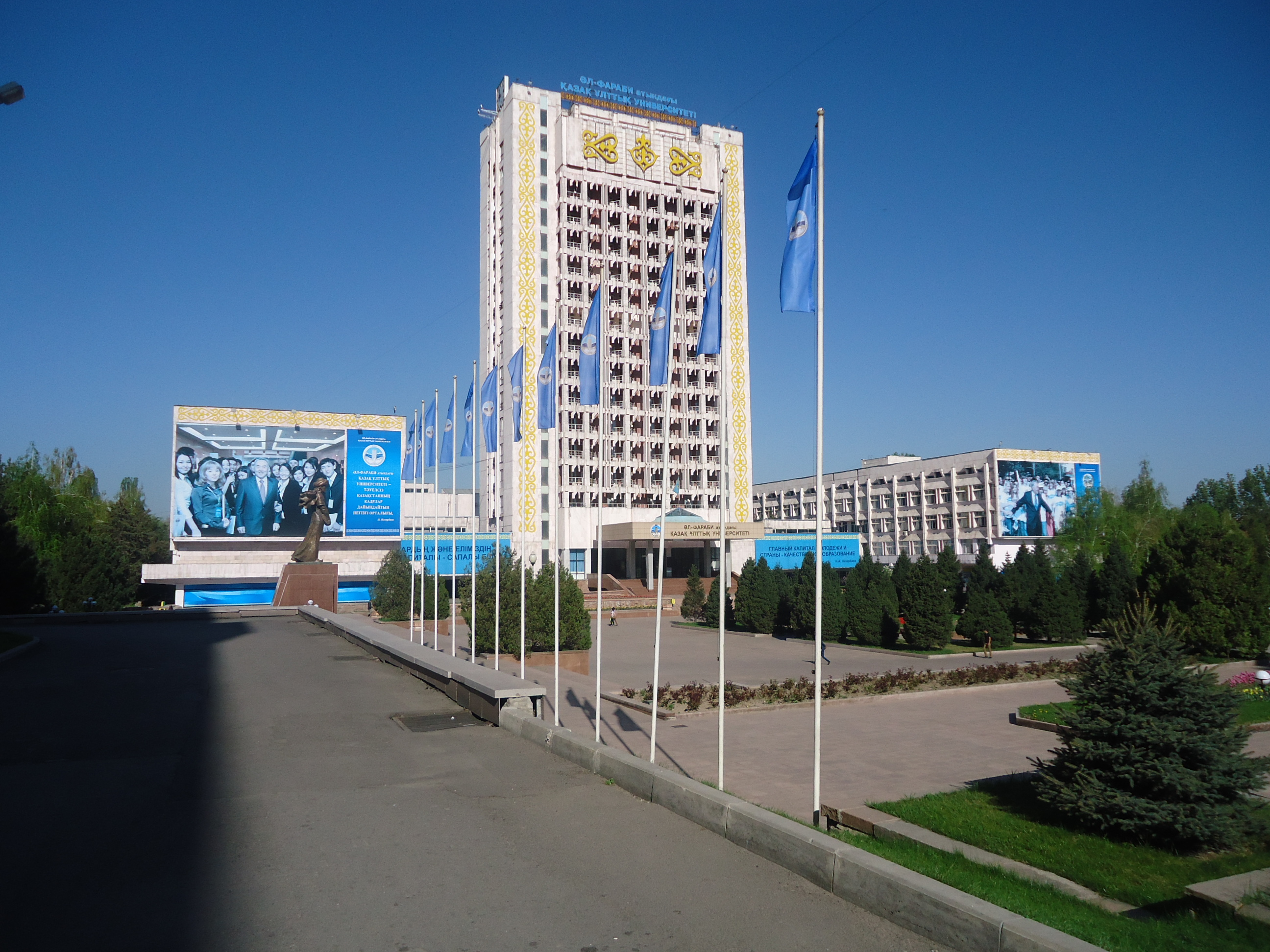
Al-Fárábího univerzita

KazCosmos byl založen v roce 2007. Již rok předtím Kazachstán vypustil na oběžnou dráhu svou první vlastní družici nazvanou KazSat-1.
K nejvýznamnějším vědeckým a vzdělávacím institucím patří Al-Fárábího kazašská národní univerzita v Almaty. Podle žebříčku QS World University Rankings 2023 jde o 150. nejkvalitnější univerzitu na světě (pro srovnání: žádná země Visegrádu v první dvoustovce žebříčku univerzitu nemá, Vídeňská univerzita je 151.). Al-Fárábího univerzita je 44. nejlepší v Asii a vůbec nejlepší ve Střední Asii. Před nejlepší visegrádskou univerzitou se umístila ještě jedna kazachstánská: Euroasijská národní univerzita L. N. Gumiljova v Astaně (277. nejlepší na světě, 96. v Asii, 2. ve Střední Asii).

### Kuchyně
Tradiční kazašská kuchyně vychází z nomádských kulinářských postupů. Většina technik vaření je zaměřena na dlouhodobé uchovávání potravin. Využívá se tak solení a sušení masa. Dále to jsou různé mléčné výrobky, velmi oblíbené je kyselé mléko, opět kvůli své trvanlivosti. Část ovcí a koz se chová právě kvůli mléčným výrobkům, hlavně k výrobě sýrů. Nepostradatelným kusem nádobí každé rodiny je kazan, velký litinový hrnec, který se používá k vaření pilafů, polévek a dokonce i chleba. Kazan se otočí a na zadní straně lze upéct plochý chléb. Většina kazašské kuchyně je založena na tort tulik mal (төрт түлiк мал), využívání čtyř druhů masa. Je to maso koňské, hovězí, skopové a velbloudí. Hovězí a skopové maso je konzumováno běžně a koňské a velbloudí maso především při slavnostních příležitostech. Národním jídlem je bešparmak, vařené kousky koňského nebo skopového masa. Z koňského masa jsou i oblíbené klobásy quwyrdaq či kazi.
Kazaši jsou velmi pohostinní a při stolování dodržují mnoho tradic. Tradičně jedí u nízkého stolu zvaného dastarchán. Maso se podává na širokých talířích, nápoj kumys v širokých miskách zdobených stříbrem. Každá rodina má své vlastní dřevěné lžíce, které jsou ukládány do speciálních dřevěných kufříků. Hostovi je vždy přiděleno čestné místo a hostitel sám krájí maso a dává nejlepší kousky hostům nebo dětem. Tradice diktuje rovněž nalít čaj hostovi tak, aby ho v šálku zvaném piala nebylo příliš mnoho. Hostitel pak čaj dolévá, aby byl stále horký, a projevuje tak svoji úctu k hostovi.

## Sport

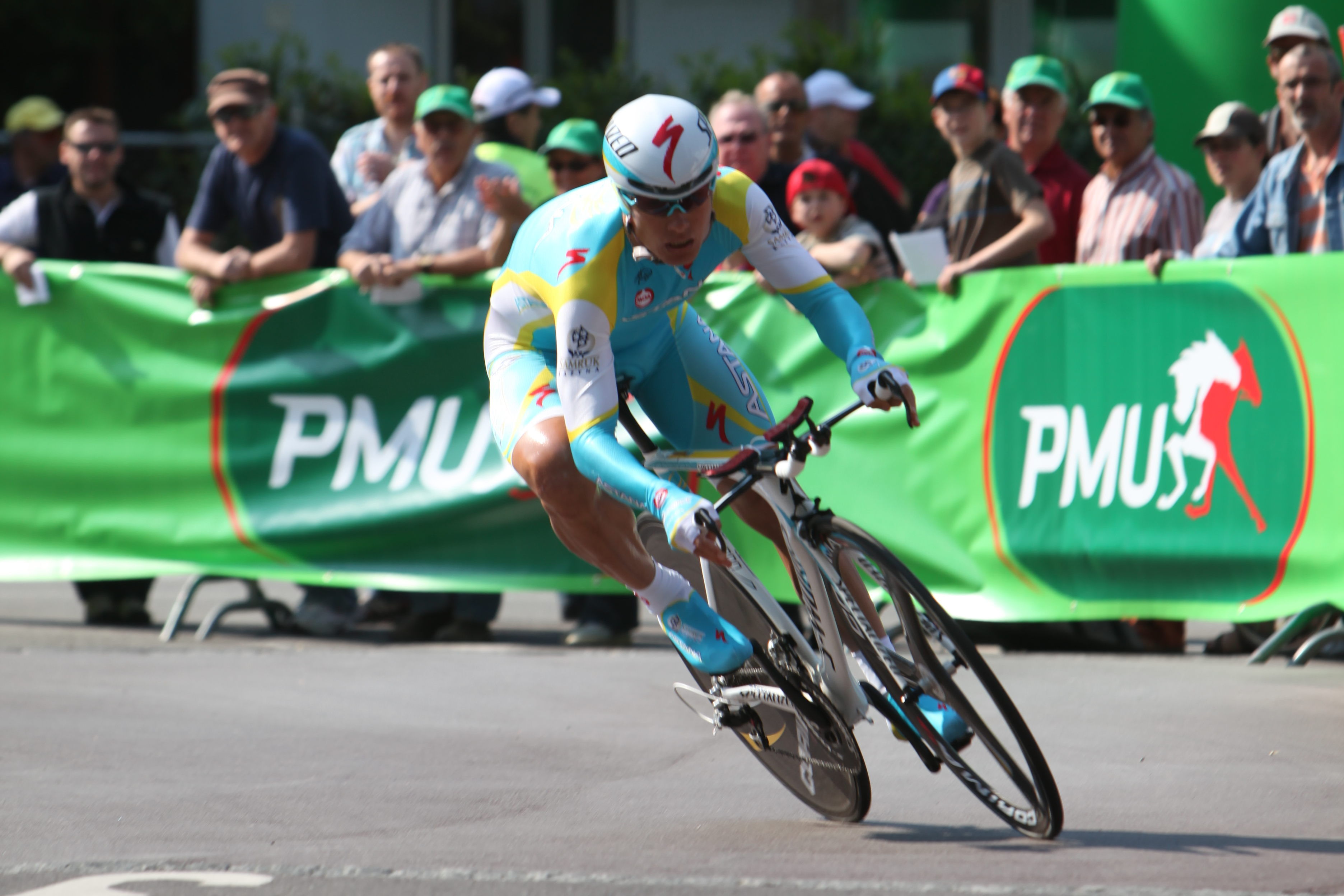
Alexandr Vinokurov

Kazachstánským sportovcům se od počátku samostatné účasti na olympijských hrách daří, mají na svém kontě již patnáct zlatých olympijských medailí. Kazachstán má především silnou boxerskou školu, boxeři přivezli z olympiád už 22 medailí, z toho sedm zlatých. Na nejvyšší metu dosáhli v ringu Bachyt Sarsekbajev, Serik Sapijev, Bekzat Sattarchanov, Vasilij Žirov, Jermachan Ibraimov, Bachtijar Artajev a Danijar Jelusinov. K největším sportovním hvězdám patří cyklista Alexandr Vinokurov, olympijský vítěz v silniční cyklistice a manažer známého závodního týmu Astana Team. Olga Rypakovová získala olympijské zlato v trojskoku, Jurij Melnyčenko v zápase řecko-římském, Olga Šišiginová v běhu na 100 metrů překážek, Dmitrij Balandin v plavání, Alla Važeninová ve vzpírání, Alexandr Parygin v moderním pětiboji. Vladimir Smirnov zajistil v běhu na lyžích na 50 km jediné kazachstánské zlato ze zimních her. Ještě v dresu SSSR získali olympijské zlato zápasníci Žaksilik Uškempirov a Šamil Serikov nebo basketbalista Alžan Žarmuchamedov, v Mnichově roku 1972, krom toho si připsal tři tituly mistra Evropy.

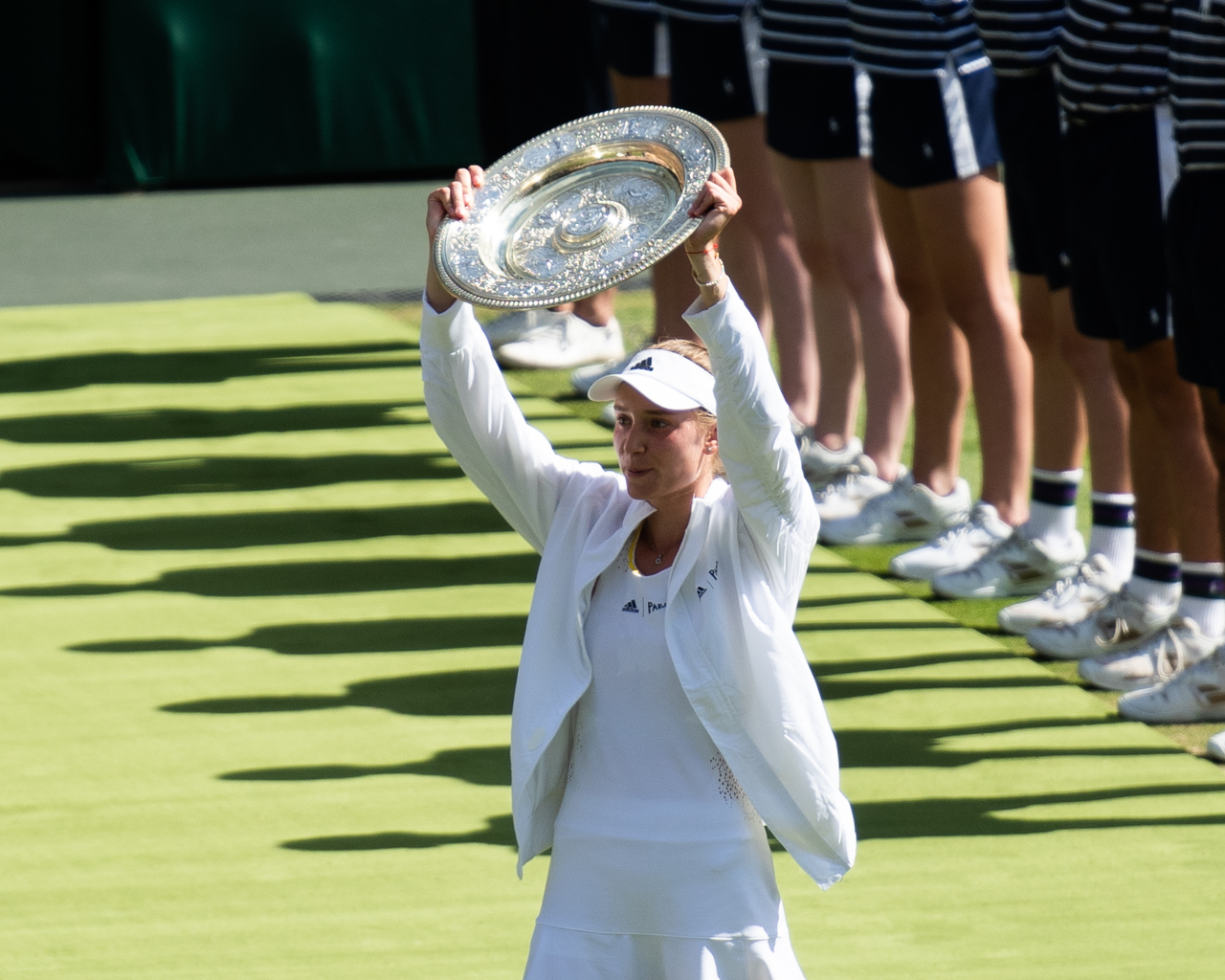
Jelena Rybakinová s wimbledonskou trofejí roku 2022

Stále větší popularitě se těší lední hokej. Kazachstán vyslal několik klubů do Kontinentální hokejové ligy, nejlepší z jeho klubů je Barys Nur-Sultan (Barys Astana). V severoamerické NHL se prosadil Jevgenij Nabokov. Velmi úspěšní jsou Kazaši v bandy hokeji, kde získali šest bronzových medailí na mistrovství světa. V posledním desetiletí se ve světě prosadili také kazašští tenisté, dva turnaje v Astaně byly zařazeny do seriálu ATP a WTA. Zarina Dijasová a Julia Putincevová pronikly do první padesátky žebříčku světových tenistek, v první stovce je i Michail Kukuškin. Roku 2018 přijala kazachstánské občanství ruská tenistka Jelena Rybakinová, která pak přinesla Kazachstánu řadu historických úspěchů, především pak vítězství ve Wimbledonu roku 2022. Horolezec Anatolij Bukrejev dokázal osmnáctkrát vylézt na vrchol převyšující 8000 metrů.

Astana Arena

Kazachstánská fotbalová reprezentace má k dispozici moderní stadion Astana Arena, který byl dokončen v roce 2009. Má kapacitu 30 000 diváků, zatahovací střechu a je to největší sportovní stánek v zemi. Krom národního týmu na něm hraje FC Astana, nejúspěšnější kazachstánský klub založený rovněž roku 2009, který se v sezóně 2015–16 probojoval do základní skupiny Ligy mistrů. Zajímavostí je, že ho vedli i dva čeští trenéři Miroslav Beránek (2012–2013) a Michal Bílek (2020). Beránek i Bílek trénovali rovněž kazachstánskou reprezentaci.
Kazachstán pořádal Asijské zimní hry 2011. Uskutečnily se od 30. ledna do 6. února 2011 v Astaně a v Almaty. Almaty dvakrát kandidovalo i na pořádání zimních olympijských her (2014, 2022).

## Fotogalerie

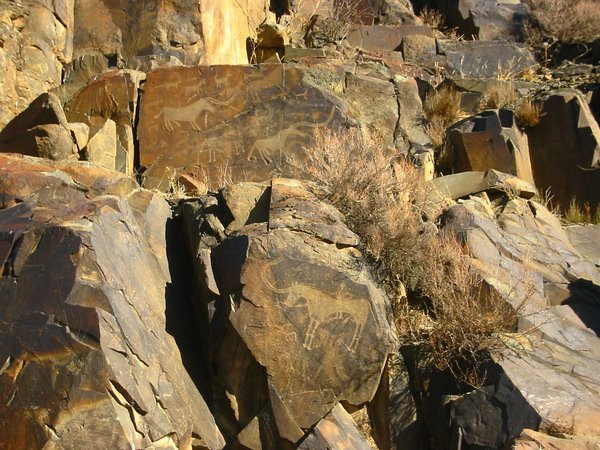
Petroglyfy Tamgaly
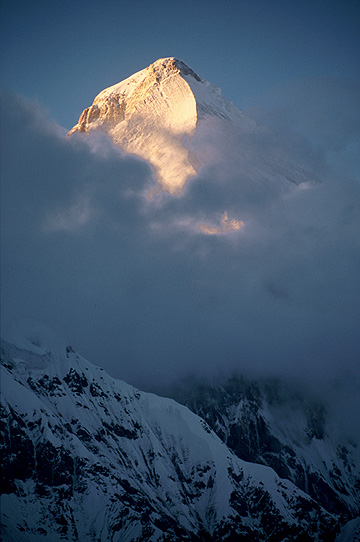
Chan Tengri
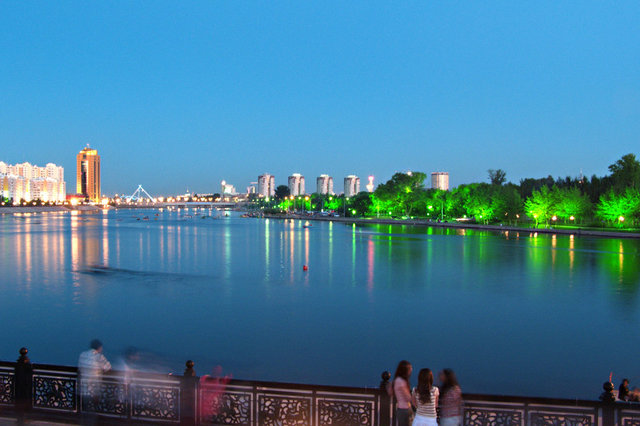
Nábřeží v Astaně
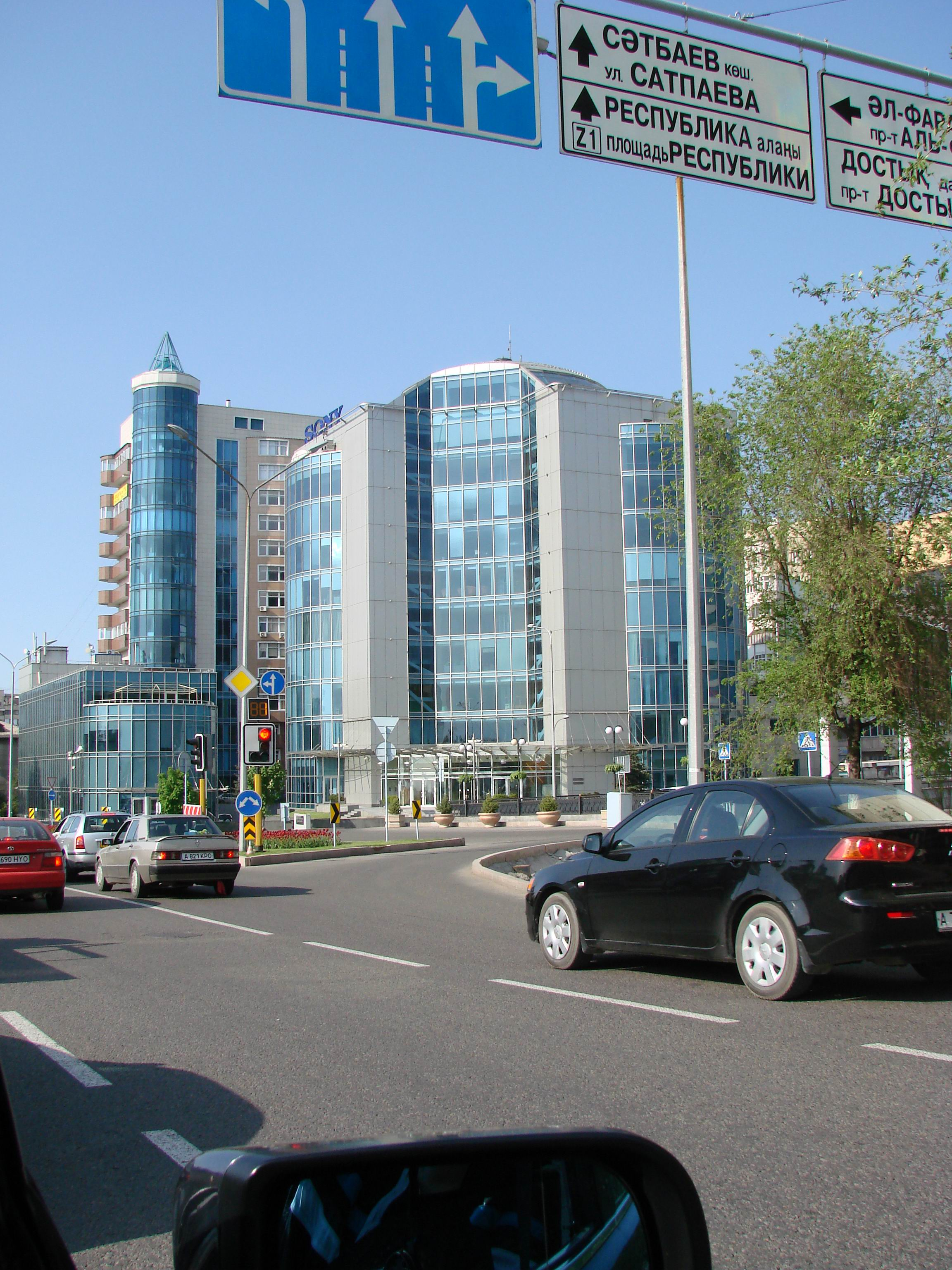
Třída Furmanova v Almaty
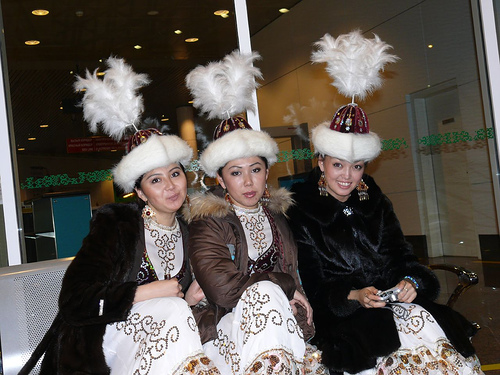
Kazašský lidový sbor
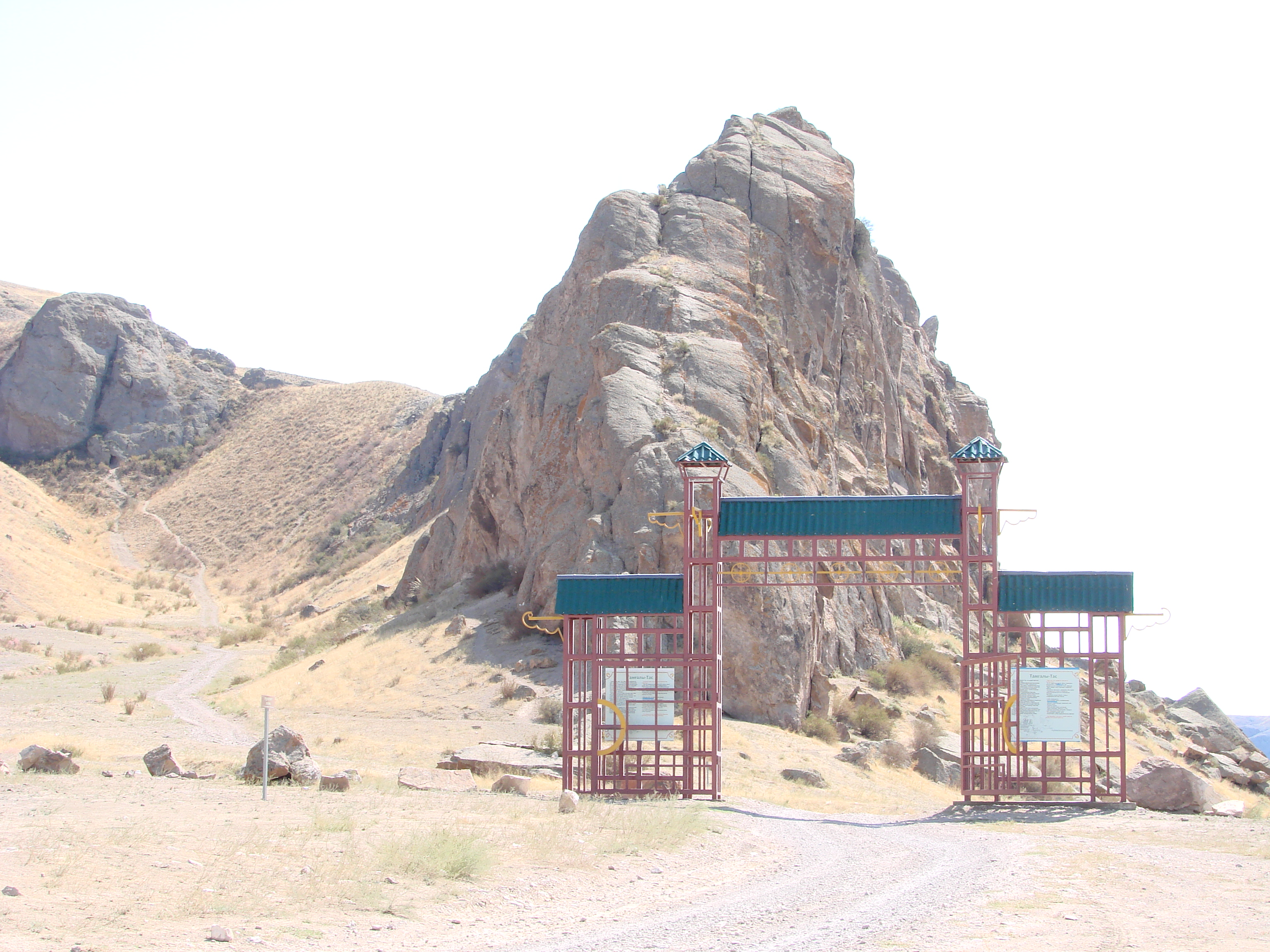
Buddhistický chrám (Čan) pod otevřeným nebem, Almatský kraj
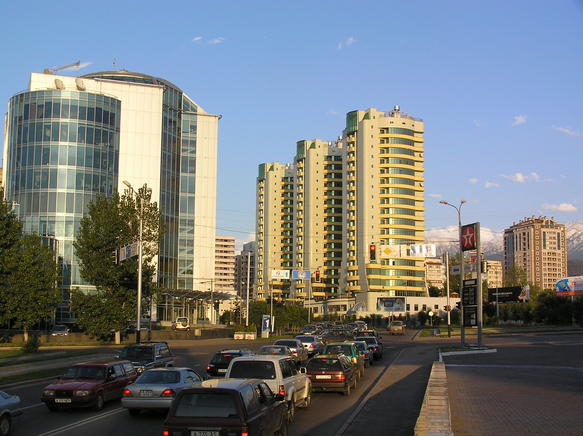
Rozrůstající se Almaty
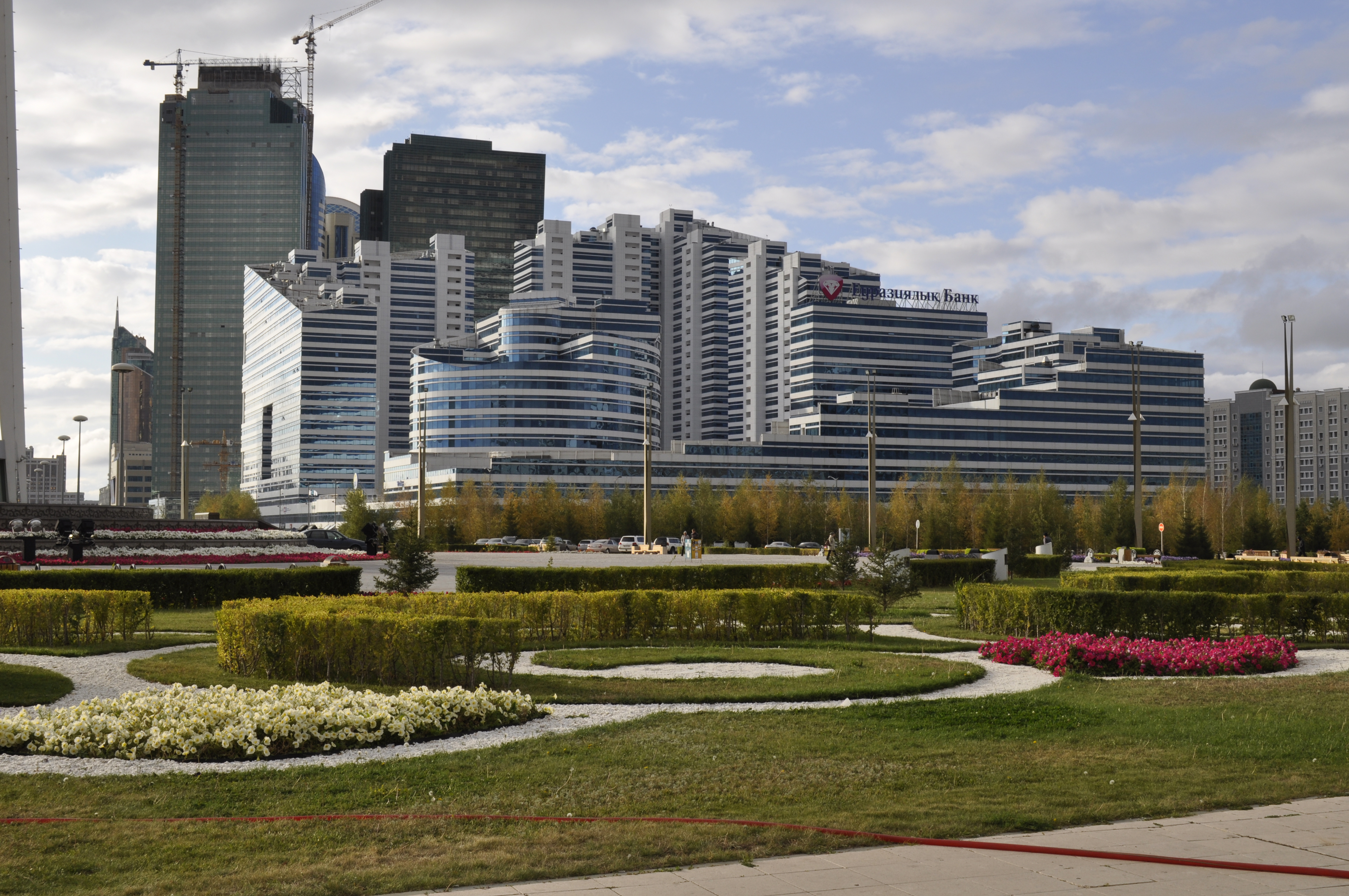
Obchodní čtvrť v Astaně
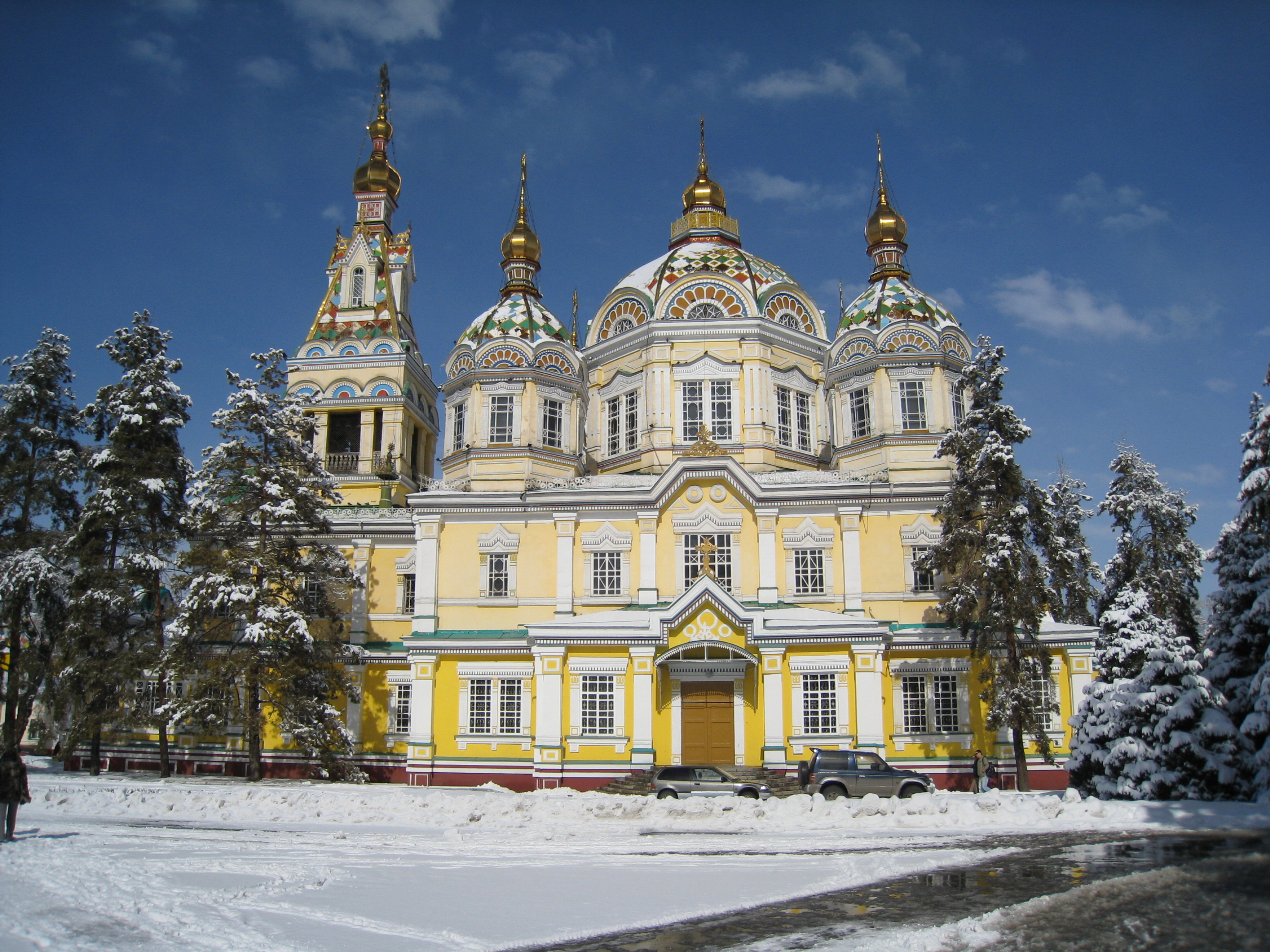
Chrám Nanebevstoupení Páně v Almaty